# Playoffs NBA 2014
Los Playoffs de la NBA de 2014 es el ciclo de cierre al torneo de la temporada 2013-2014 de la NBA. Esta es la primera ocasión en la historia de la NBA que no se clasifican para los mismos ni los New York Knicks ni Los Angeles Lakers ni los Boston Celtics.

## Formato
Antes del comienzo de la temporada regular se anunció un cambio en el formato de los playoffs respecto de 2013: las finales de la NBA volverían al formato 2-2-1-1-1, que se utilizaba hasta 1984.
Los 30 equipos en el torneo americano se distribuyen dividiéndose en 2 conferencias de 15 equipos cada una. Cada Conferencia está constituida por 3 Divisiones diferentes y, en cada una de ellas, están incluidos 5 equipos. La Conferencia Oeste incluye la División Pacífico, División Noroeste y la División Suroeste; la Conferencia Este está compuesta por la División Atlántico, División Central y División Sureste.
Una vez terminada la temporada regular, la clasificación para los Playoffs se produce de la siguiente manera: Clasifican los 8 mejores equipos de cada conferencia. Se ordenan en orden descendente según la cantidad de victorias, con la excepción de que un campeón de división no puede ser ubicado en un puesto inferior al 4.º.
Una vez que se establecen los puestos definitivos para los Playoffs, se realizan unas eliminatorias denominadas: 1.ª ronda, Semifinales y Final de Conferencia y los equipos que ganen sus eliminatorias se van clasificando de la siguiente forma:
|  | 1.ª ronda       | 1.ª ronda |  |  | Semifinales de Conferencia | Semifinales de Conferencia |  |  | Final de Conferencia | Final de Conferencia |
|  | 2-2-1-1-1       | 2-2-1-1-1 |  |  | 2-2-1-1-1                  | 2-2-1-1-1                  |  |  | 2-2-1-1-1            | 2-2-1-1-1            |
|  |                 |           |  |  |                            |                            |  |  |                      |                      |
|  |                 |           |  |  |                            |                            |  |  |                      |                      |
|  |                 |           |  |  |                            |                            |  |  |                      |                      |
|  | 1.º Clasificado |           |  |  |                            |                            |  |  |                      |                      |
|  |                 |           |  |  |                            |                            |  |  |                      |                      |
|  | 8.º Clasificado |           |  |  |                            |                            |  |  |                      |                      |
|  |                 |           |  |  |                            |                            |  |  |                      |                      |
|  |                 |           |  |  |                            |                            |  |  |                      |                      |
|  |                 |           |  |  |                            |                            |  |  |                      |                      |
|  | 4.º Clasificado |           |  |  |                            |                            |  |  |                      |                      |
|  |                 |           |  |  |                            |                            |  |  |                      |                      |
|  | 5.º Clasificado |           |  |  |                            |                            |  |  |                      |                      |
|  |                 |           |  |  |                            |                            |  |  |                      |                      |
|  |                 |           |  |  |                            |                            |  |  |                      |                      |
|  |                 |           |  |  |                            |                            |  |  |                      |                      |
|  | 2.º Clasificado |           |  |  |                            |                            |  |  |                      |                      |
|  |                 |           |  |  |                            |                            |  |  |                      |                      |
|  | 7.º Clasificado |           |  |  |                            |                            |  |  |                      |                      |
|  |                 |           |  |  |                            |                            |  |  |                      |                      |
|  |                 |           |  |  |                            |                            |  |  |                      |                      |
|  |                 |           |  |  |                            |                            |  |  |                      |                      |
|  | 3.º Clasificado |           |  |  |                            |                            |  |  |                      |                      |
|  |                 |           |  |  |                            |                            |  |  |                      |                      |
|  | 6.º Clasificado |           |  |  |                            |                            |  |  |                      |                      |
|  |                 |           |  |  |                            |                            |  |  |                      |                      |

Las eliminatorias o series se juegan en un formato al mejor de 7 partidos, en el que se tiene que ganar 4 partidos para clasificarse para la siguiente ronda. El equipo que posea la ventaja de campo en cada eliminatoria disputará los partidos 1, 2, 5 y 7 como local, mientras que el resto de partidos se jugará en el pabellón del equipo contrario (Formato: 2-2-1-1-1). Se establece como equipo con ventaja de campo al que haya tenido mejor balance en liga entre los 2 contendientes de una eliminatoria. En el momento en que un equipo gana 4 partidos, se clasifica para la siguiente ronda de eliminatoria, sin jugar obligatoriamente los 7 partidos programados.

## Cuadro de Enfrentamientos
|  | Primera ronda     | Primera ronda | Primera ronda  |   |                | Semifinales de Conferencia | Semifinales de Conferencia | Semifinales de Conferencia |  |    | Finales de Conferencia | Finales de Conferencia | Finales de Conferencia |  |    | Finales de la NBA | Finales de la NBA | Finales de la NBA |
|  |                   |               |                |   |                |                            |                            |                            |  |    |                        |                        |                        |  |    |                   |                   |                   |
|  | E1                | Indiana*      | 4              |   |                |                            |                            |                            |  |    |                        |                        |                        |  |    |                   |                   |                   |
|  | E8                | Atlanta       | 3              |   |                |                            |                            |                            |  |    |                        |                        |                        |  |    |                   |                   |                   |
|  | E8                | Atlanta       | 3              |   | E1             | Indiana*                   | 4                          |                            |  |    |                        |                        |                        |  |    |                   |                   |                   |
|  |                   |               |                |   | E1             | Indiana*                   | 4                          |                            |  |    |                        |                        |                        |  |    |                   |                   |                   |
|  |                   | E5            | Washington     | 2 |                |                            |                            |                            |  |    |                        |                        |                        |  |    |                   |                   |                   |
|  | E4                | E5            | Washington     | 2 | Chicago        | 1                          |                            |                            |  |    |                        |                        |                        |  |    |                   |                   |                   |
|  | E4                |               |                |   | Chicago        | 1                          |                            |                            |  |    |                        |                        |                        |  |    |                   |                   |                   |
|  | E5                | Washington    | 4              |   |                |                            |                            |                            |  |    |                        |                        |                        |  |    |                   |                   |                   |
|  | E5                | Washington    | 4              |   |                |                            |                            |                            |  | E1 | Indiana*               | 2                      |                        |  |    |                   |                   |                   |
|  | Conferencia Este  |               |                |   |                |                            |                            |                            |  | E1 | Indiana*               | 2                      |                        |  |    |                   |                   |                   |
|  |                   | E2            | Miami*         | 4 |                |                            |                            |                            |  |    |                        |                        |                        |  |    |                   |                   |                   |
|  | E2                | E2            | Miami*         | 4 | Miami*         | 4                          |                            |                            |  |    |                        |                        |                        |  |    |                   |                   |                   |
|  | E2                |               |                |   | Miami*         | 4                          |                            |                            |  |    |                        |                        |                        |  |    |                   |                   |                   |
|  | E7                | Charlotte     | 0              |   |                |                            |                            |                            |  |    |                        |                        |                        |  |    |                   |                   |                   |
|  | E7                | Charlotte     | 0              |   | E2             | Miami*                     | 4                          |                            |  |    |                        |                        |                        |  |    |                   |                   |                   |
|  |                   |               |                |   | E2             | Miami*                     | 4                          |                            |  |    |                        |                        |                        |  |    |                   |                   |                   |
|  |                   | E6            | Brooklyn       | 1 |                |                            |                            |                            |  |    |                        |                        |                        |  |    |                   |                   |                   |
|  | E3                | E6            | Brooklyn       | 1 | Toronto*       | 3                          |                            |                            |  |    |                        |                        |                        |  |    |                   |                   |                   |
|  | E3                |               |                |   | Toronto*       | 3                          |                            |                            |  |    |                        |                        |                        |  |    |                   |                   |                   |
|  | E6                | Brooklyn      | 4              |   |                |                            |                            |                            |  |    |                        |                        |                        |  |    |                   |                   |                   |
|  | E6                | Brooklyn      | 4              |   |                |                            |                            |                            |  |    |                        |                        |                        |  | E2 | Miami*            | 1                 |                   |
|  |                   |               |                |   |                |                            |                            |                            |  |    |                        |                        |                        |  | E2 | Miami*            | 1                 |                   |
|  |                   | O1            | San Antonio*   | 4 |                |                            |                            |                            |  |    |                        |                        |                        |  |    |                   |                   |                   |
|  | O1                | O1            | San Antonio*   | 4 | San Antonio*   | 4                          |                            |                            |  |    |                        |                        |                        |  |    |                   |                   |                   |
|  | O1                |               |                |   | San Antonio*   | 4                          |                            |                            |  |    |                        |                        |                        |  |    |                   |                   |                   |
|  | O8                | Dallas        | 3              |   |                |                            |                            |                            |  |    |                        |                        |                        |  |    |                   |                   |                   |
|  | O8                | Dallas        | 3              |   | O1             | San Antonio*               | 4                          |                            |  |    |                        |                        |                        |  |    |                   |                   |                   |
|  |                   |               |                |   | O1             | San Antonio*               | 4                          |                            |  |    |                        |                        |                        |  |    |                   |                   |                   |
|  |                   | O5            | Portland       | 1 |                |                            |                            |                            |  |    |                        |                        |                        |  |    |                   |                   |                   |
|  | O4                | O5            | Portland       | 1 | Houston        | 2                          |                            |                            |  |    |                        |                        |                        |  |    |                   |                   |                   |
|  | O4                |               |                |   | Houston        | 2                          |                            |                            |  |    |                        |                        |                        |  |    |                   |                   |                   |
|  | O5                | Portland      | 4              |   |                |                            |                            |                            |  |    |                        |                        |                        |  |    |                   |                   |                   |
|  | O5                | Portland      | 4              |   |                |                            |                            |                            |  | O1 | San Antonio*           | 4                      |                        |  |    |                   |                   |                   |
|  | Conferencia Oeste |               |                |   |                |                            |                            |                            |  | O1 | San Antonio*           | 4                      |                        |  |    |                   |                   |                   |
|  |                   | O2            | Oklahoma City* | 2 |                |                            |                            |                            |  |    |                        |                        |                        |  |    |                   |                   |                   |
|  | O2                | O2            | Oklahoma City* | 2 | Oklahoma City* | 4                          |                            |                            |  |    |                        |                        |                        |  |    |                   |                   |                   |
|  | O2                |               |                |   | Oklahoma City* | 4                          |                            |                            |  |    |                        |                        |                        |  |    |                   |                   |                   |
|  | O7                | Memphis       | 3              |   |                |                            |                            |                            |  |    |                        |                        |                        |  |    |                   |                   |                   |
|  | O7                | Memphis       | 3              |   | O2             | Oklahoma City*             | 4                          |                            |  |    |                        |                        |                        |  |    |                   |                   |                   |
|  |                   |               |                |   | O2             | Oklahoma City*             | 4                          |                            |  |    |                        |                        |                        |  |    |                   |                   |                   |
|  |                   | O3            | L.A. Clippers* | 2 |                |                            |                            |                            |  |    |                        |                        |                        |  |    |                   |                   |                   |
|  | O3                | O3            | L.A. Clippers* | 2 | L.A. Clippers* | 4                          |                            |                            |  |    |                        |                        |                        |  |    |                   |                   |                   |
|  | O3                |               |                |   | L.A. Clippers* | 4                          |                            |                            |  |    |                        |                        |                        |  |    |                   |                   |                   |
|  | O6                | Golden State  | 3              |   |                |                            |                            |                            |  |    |                        |                        |                        |  |    |                   |                   |                   |

* Campeón de División

Negrita Ganador de las series

cursiva Equipo con ventaja de campo

## Conferencia Este

### Primera ronda

#### (1) Indiana Pacers vs. (8) Atlanta Hawks
| 19 de abril        | Atlanta Hawks                                                | 101–93                                | Indiana Pacers                                           | |  |  |
| 7:00 p. m.         | Parciales: 28–22, 22–28, 30–16, 21–27                        | Parciales: 28–22, 22–28, 30–16, 21–27 | Parciales: 28–22, 22–28, 30–16, 21–27                    | |  |  |
|                    | Estadísticas Jeff Teague 28 DeMarre Carroll 10 Jeff Teague 5 | Reporte Pts Reb Asts                  | Estadísticas Paul George 24 Paul George 10 Paul George 5 | Pabellón: Bankers Life Fieldhouse, Indianápolis, Indiana Asistencia: 18,165 espectadores Árbitros: Dan Crawford, James Capers, Josh Tiven Televisión: ESPN |  |  |
| Atlanta lidera 1–0 |                                                              |                                       |                                                          | |  |  |
|                    |                                                              |                                       |                                                          | |  |  |

| 22 de abril        | Atlanta Hawks                                            | 85–101                                | Indiana Pacers                                                      | |  |  |
| 7:00 p. m.         | Parciales: 26-21, 26-27, 13-31, 20-22                    | Parciales: 26-21, 26-27, 13-31, 20-22 | Parciales: 26-21, 26-27, 13-31, 20-22                               | |  |  |
|                    | Estadísticas Paul Millsap 19 Elton Brand 7 Jeff Teague 4 | Reporte Pts Reb Asts                  | Estadísticas Paul George 27 Paul George 10 George y West 6 cada uno | Pabellón: Bankers Life Fieldhouse, Indianápolis, Indiana Asistencia: 18,165 espectadores Árbitros: Ken Mauer, Tony Brown, Marc Davis Televisión: TNT |  |  |
| Serie empatada 1-1 |                                                          |                                       |                                                                     | |  |  |
|                    |                                                          |                                       |                                                                     | |  |  |

| 24 de abril                 | Indiana Pacers                                               | 85–98                                 | Atlanta Hawks                                              | |  |  |
| 7:00 p. m.                  | Parciales: 24–24, 14–15, 20–28, 27–31                        | Parciales: 24–24, 14–15, 20–28, 27–31 | Parciales: 24–24, 14–15, 20–28, 27–31                      | |  |  |
|                             | Estadísticas Lance Stephenson 21 Paul George 14 David West 5 | Reporte Pts Reb Asts                  | Estadísticas Jeff Teague 22 Paul Millsap 14 Jeff Teague 10 | Pabellón: Philips Arena, Atlanta, Georgia Asistencia: 18,124 espectadores Árbitros: Tony Brothers, Mark Ayotte, Tom Washington Televisión: NBA TV |  |  |
| Atlanta lidera la serie 2–1 |                                                              |                                       |                                                            | |  |  |
|                             |                                                              |                                       |                                                            | |  |  |

| 26 de abril        | Indiana Pacers                                                      | 91–88                                 | Atlanta Hawks                                            | |  |  |
| 2:00 p. m.         | Parciales: 29–22, 13–26, 24–17, 25–23                               | Parciales: 29–22, 13–26, 24–17, 25–23 | Parciales: 29–22, 13–26, 24–17, 25–23                    | |  |  |
|                    | Estadísticas Paul George 24 Paul George 10 George y Hill 5 cada uno | Reporte Pts Reb Asts                  | Estadísticas Paul Millsap 29 Kyle Korver 9 Jeff Teague 7 | Pabellón: Philips Arena, Atlanta, Georgia Asistencia: 19,043 espectadores Árbitros: Scott Foster, Pat Fraher, Bill Kennedy Televisión: TNT |  |  |
| Serie empatada 2–2 |                                                                     |                                       |                                                          | |  |  |
|                    |                                                                     |                                       |                                                          | |  |  |

| 28 de abril                 | Atlanta Hawks                                             | 107–97                                | Indiana Pacers                                          | |  |  |
| 8:00 p. m.                  | Parciales: 20–21, 41–19, 26–27, 20–30                     | Parciales: 20–21, 41–19, 26–27, 20–30 | Parciales: 20–21, 41–19, 26–27, 20–30                   | |  |  |
|                             | Estadísticas Shelvin Mack 20 Kyle Korver 9 Shelvin Mack 5 | Reporte Pts Reb Asts                  | Estadísticas Paul George 26 Paul George 12 David West 7 | Pabellón: Bankers Life Fieldhouse, Indianápolis, Indiana Asistencia: 18,165 espectadores Árbitros: David Jones, Monty McCutchen, John Goble Televisión: NBA TV |  |  |
| Atlanta lidera la serie 3–2 |                                                           |                                       |                                                         | |  |  |
|                             |                                                           |                                       |                                                         | |  |  |

| 1 de mayo          | Indiana Pacers                                                    | 95–88                                 | Atlanta Hawks                                              | |  |  |
| 7:00 p. m.         | Parciales: 20–22, 24–17, 20–28, 31–21                             | Parciales: 20–22, 24–17, 20–28, 31–21 | Parciales: 20–22, 24–17, 20–28, 31–21                      | |  |  |
|                    | Estadísticas George y West 24 cada uno David West 11 David West 6 | Reporte Pts Reb Asts                  | Estadísticas Jeff Teague 29 Paul Millsap 18 Paul Millsap 5 | Pabellón: Philips Arena, Atlanta, Georgia Asistencia: 19,044 espectadores Árbitros: Joe Crawford, Derrick Stafford, Bennett Salvatore Televisión: TNT or NBA TV |  |  |
| Serie empatada 3–3 |                                                                   |                                       |                                                            | |  |  |
|                    |                                                                   |                                       |                                                            | |  |  |

| 3 de mayo                 | Atlanta Hawks                                              | 80–92                                 | Indiana Pacers                                                     | |  |  |
| 5:30 p. m.                | Parciales: 23–24, 13–23, 27–24, 17–21                      | Parciales: 23–24, 13–23, 27–24, 17–21 | Parciales: 23–24, 13–23, 27–24, 17–21                              | |  |  |
|                           | Estadísticas Kyle Korver 19 Paul Millsap 17 Shelvin Mack 7 | Reporte Pts Reb Asts                  | Estadísticas Paul George 30 Lance Stephenson 14 Lance Stephenson 5 | Pabellón: Bankers Life Fieldhouse, Indianápolis, Indiana Asistencia: 18,165 espectadores Árbitros: Tony Brothers, Sean Corbin, Rodney Mott Televisión: TNT |  |  |
| Indiana gana la serie 4–3 |                                                            |                                       |                                                                    | |  |  |
|                           |                                                            |                                       |                                                                    | |  |  |

Enfrentamientos en temporada regular
Empataron 2–2 en los partidos de la temporada regular:
| 8 de enero de 2014 | Indiana Pacers | 87–97   | Atlanta Hawks |                                           |  |
|                    |                |         |               |                                           |  |
|                    |                | Reporte |               | Pabellón: Philips Arena, Atlanta, Georgia |  |

| 4 de febrero de 2014 | Indiana Pacers | 89–85   | Atlanta Hawks |                                           |  |
|                      |                |         |               |                                           |  |
|                      |                | Reporte |               | Pabellón: Philips Arena, Atlanta, Georgia |  |

| 18 de febrero de 2014 | Atlanta Hawks | 98–108  | Indiana Pacers |                                                          |  |
|                       |               |         |                |                                                          |  |
|                       |               | Reporte |                | Pabellón: Bankers Life Fieldhouse, Indianápolis, Indiana |  |

| 6 de abril de 2014 | Atlanta Hawks | 107–88  | Indiana Pacers |                                                          |  |
|                    |               |         |                |                                                          |  |
|                    |               | Reporte |                | Pabellón: Bankers Life Fieldhouse, Indianápolis, Indiana |  |

Esta es la sexta vez que se encuentran ambos equipos en playoffs, con tres victorias de Indiana.
Último enfrentamiento en playoffs: Primera ronda de la Conferencia Este de 2013 (Indiana ganó 4–2).

#### (2) Miami Heat vs. (7) Charlotte Bobcats
| 20 de abril               | Charlotte Bobcats                                           | 88–99                                 | Miami Heat                                                   | |  |  |
| 3:30 p. m.                | Parciales: 23–19, 19–30, 23–23, 23–27                       | Parciales: 23–19, 19–30, 23–23, 23–27 | Parciales: 23–19, 19–30, 23–23, 23–27                        | |  |  |
|                           | Estadísticas Kemba Walker 20 Al Jefferson 10 Kemba Walker 6 | Reporte Pts Reb Asts                  | Estadísticas LeBron James 27 Chris Andersen 10 Dwyane Wade 5 | Pabellón: American Airlines Arena, Miami, Florida Asistencia: 19,640 espectadores Árbitros: Marc Davis, Jason Phillips, Scott Wall Televisión: ABC |  |  |
| Miami lidera la serie 1–0 |                                                             |                                       |                                                              | |  |  |
|                           |                                                             |                                       |                                                              | |  |  |

| 23 de abril               | Charlotte Bobcats                                                     | 97–101                             | Miami Heat                                                          | |  |  |
| 7:00 p. m.                | Parciales: 19–29, 28, 25–22, 25–22                                    | Parciales: 19–29, 28, 25–22, 25–22 | Parciales: 19–29, 28, 25–22, 25–22                                  | |  |  |
|                           | Estadísticas Michael Kidd-Gilchrist 22 Al Jefferson 13 Kemba Walker 8 | Reporte Pts Reb Asts               | Estadísticas LeBron James 32 James y Wade 6 cada uno LeBron James 8 | Pabellón: American Airlines Arena, Miami, Florida Asistencia: 19,603 espectadores Árbitros: Scott Foster, Bill Kennedy, Mark Lindsay Televisión: TNT |  |  |
| Miami lidera la serie 2–0 |                                                                       |                                    |                                                                     | |  |  |
|                           |                                                                       |                                    |                                                                     | |  |  |

| 26 de abril               | Miami Heat                                                           | 98–85                                 | Charlotte Bobcats                                            | |  |  |
| 7:00 p. m.                | Parciales: 23–27, 35–19, 28–19, 12–20                                | Parciales: 23–27, 35–19, 28–19, 12–20 | Parciales: 23–27, 35–19, 28–19, 12–20                        | |  |  |
|                           | Estadísticas LeBron James 30 LeBron James 10 James y Wade 6 cada uno | Reporte Pts Reb Asts                  | Estadísticas Al Jefferson 20 Josh McRoberts 9 Luke Ridnour 6 | Pabellón: Time Warner Cable Arena, Charlotte, Carolina del Norte Asistencia: 19,633 espectadores Árbitros: Monty McCutchen, Ron Garretson, Mark Ayotte, John Goble Televisión: ESPN |  |  |
| Miami lidera la serie 3–0 |                                                                      |                                       |                                                              | |  |  |
|                           |                                                                      |                                       |                                                              | |  |  |

| 28 de abril             | Miami Heat                                               | 109–98                                | Charlotte Bobcats                                                            | |  |  |
| 7:00 p. m.              | Parciales: 26–27, 26–27, 32–17, 25–27                    | Parciales: 26–27, 26–27, 32–17, 25–27 | Parciales: 26–27, 26–27, 32–17, 25–27                                        | |  |  |
|                         | Estadísticas LeBron James 31 Chris Bosh 8 LeBron James 9 | Reporte Pts Reb Asts                  | Estadísticas Kemba Walker 29 Josh McRoberts 10 Walker y McRoberts 5 cada uno | Pabellón: Time Warner Cable Arena, Charlotte, Carolina del Norte Asistencia: 19,092 espectadores Árbitros: Dan Crawford, Michael Smith, Tom Washington Televisión: TNT |  |  |
| Miami gana la serie 4–0 |                                                          |                                       |                                                                              | |  |  |
|                         |                                                          |                                       |                                                                              | |  |  |

Enfrentamientos en temporada regular
Miami ganó 4–0 en los enfrentamientos en temporada regular:
| 16 de noviembre de 2013 | Miami Heat | 97–81   | Charlotte Bobcats |                                                                  |  |
|                         |            |         |                   |                                                                  |  |
|                         |            | Reporte |                   | Pabellón: Time Warner Cable Arena, Charlotte, Carolina del Norte |  |

| 1 de diciembre de 2013 | Charlotte Bobcats | 98–99   | Miami Heat |                                                   |  |
|                        |                   |         |            |                                                   |  |
|                        |                   | Reporte |            | Pabellón: American Airlines Arena, Miami, Florida |  |

| 18 de enero de 2014 | Miami Heat | 104–96  | Charlotte Bobcats |                                                                  |  |
|                     |            |         |                   |                                                                  |  |
|                     |            | Reporte |                   | Pabellón: Time Warner Cable Arena, Charlotte, Carolina del Norte |  |

| 3 de marzo de 2014 | Charlotte Bobcats | 107–124 | Miami Heat |                                                   |  |
|                    |                   |         |            |                                                   |  |
|                    |                   | Reporte |            | Pabellón: American Airlines Arena, Miami, Florida |  |

Este es el primer enfrentamiento en playoffs entre Heat y Bobcats.

#### (3) Toronto Raptors vs. (6) Brooklyn Nets
| 19 de abril         | Brooklyn Nets                                                                                        | 94–87                                 | Toronto Raptors                                                            | |  |  |
| 12:30 p. m.         | Parciales: 29–21, 21–25, 17–16, 27–25                                                                | Parciales: 29–21, 21–25, 17–16, 27–25 | Parciales: 29–21, 21–25, 17–16, 27–25                                      | |  |  |
|                     | Estadísticas Johnson y Williams 24 cada uno Garnett y Johnson 8 cada uno Johnson y Pierce 4 cada uno | Reporte Pts Reb Asts                  | Estadísticas Kyle Lowry 22 Jonas Valančiūnas 18 Lowry y Vásquez 8 cada uno | Pabellón: Air Canada Centre, Toronto, Ontario, Canadá Asistencia: 19,800 espectadores Árbitros: Ken Mauer, Brian Forte, Ed Malloy Televisión: ESPN |  |  |
| Brooklyn lidera 1–0 | |                                       |                                                                            | |  |  |
|                     | |                                       |                                                                            | |  |  |

| 22 de abril         | Brooklyn Nets                                                                            | 95–100                                | Toronto Raptors                                                      | |  |  |
| 8:00 p. m.          | Parciales: 19-21, 20-24, 27-19, 29-36                                                    | Parciales: 19-21, 20-24, 27-19, 29-36 | Parciales: 19-21, 20-24, 27-19, 29-36                                | |  |  |
|                     | Estadísticas Joe Johnson 18 Pierce y Plumlee 6 cada uno Livingston y Williams 5 cada uno | Reporte Pts Reb Asts                  | Estadísticas DeMar DeRozan 30 Jonas Valančiūnas 14 Greivis Vasquez 8 | Pabellón: Air Canada Centre, Toronto, Ontario, Canadá Asistencia: 20,382 espectadores Árbitros: Monty McCutchen, David Jones, Gary Zielinski Televisión: NBA TV |  |  |
| Series empatada 1-1 |                                                                                          |                                       |                                                                      | |  |  |
|                     |                                                                                          |                                       |                                                                      | |  |  |

| 25 de abril                  | Toronto Raptors                                                      | 98–102                                | Brooklyn Nets                                                   | |  |  |
| 7:00 p. m.                   | Parciales: 23–19, 22–30, 21–28, 32–25                                | Parciales: 23–19, 22–30, 21–28, 32–25 | Parciales: 23–19, 22–30, 21–28, 32–25                           | |  |  |
|                              | Estadísticas DeMar DeRozan 30 Jonas Valančiūnas 10 Greivis Vásquez 6 | Reporte Pts Reb Asts                  | Estadísticas Joe Johnson 29 Shaun Livingston 6 Deron Williams 8 | Pabellón: Barclays Center, Brooklyn, Nueva York Asistencia: 17,732 espectadores Árbitros: Mike Callahan, Rodney Mott, Scott Wall Televisión: ESPN2 |  |  |
| Brooklyn lidera la serie 2–1 |                                                                      |                                       |                                                                 | |  |  |
|                              |                                                                      |                                       |                                                                 | |  |  |

| 27 de abril        | Toronto Raptors                                                     | 87–79                                 | Brooklyn Nets                                                 | |  |  |
| 7:00 p. m.         | Parciales: 35–22, 16–22, 16–23, 19–12                               | Parciales: 35–22, 16–22, 16–23, 19–12 | Parciales: 35–22, 16–22, 16–23, 19–12                         | |  |  |
|                    | Estadísticas DeMar DeRozan 24 Patrick Patterson 9 Greivis Vásquez 9 | Reporte Pts Reb Asts                  | Estadísticas Paul Pierce 22 Andray Blatche 7 Deron Williams 6 | Pabellón: Barclays Center, Brooklyn, Nueva York Asistencia: 17,732 espectadores Árbitros: Jason Phillips, James Capers, Zach Zarba Televisión: TNT |  |  |
| Serie empatada 2–2 |                                                                     |                                       |                                                               | |  |  |
|                    |                                                                     |                                       |                                                               | |  |  |

| 30 de abril                 | Brooklyn Nets                                                  | 113–115                               | Toronto Raptors                                             | |  |  |
| 7:00 p. m.                  | Parciales: 25–28, 19–34, 25–29, 44–24                          | Parciales: 25–28, 19–34, 25–29, 44–24 | Parciales: 25–28, 19–34, 25–29, 44–24                       | |  |  |
|                             | Estadísticas Joe Johnson 30 Mirza Teletović 7 Deron Williams 9 | Reporte Pts Reb Asts                  | Estadísticas Kyle Lowry 36 Patrick Patterson 8 Kyle Lowry 6 | Pabellón: Air Canada Centre, Toronto, Ontario, Canadá Asistencia: 20,393 espectadores Árbitros: Scott Foster, Tom Washington, Bill Kennedy Televisión: TNT or NBA TV |  |  |
| Toronto lidera la serie 3–2 |                                                                |                                       |                                                             | |  |  |
|                             |                                                                |                                       |                                                             | |  |  |

| 2 de mayo          | Toronto Raptors                                                              | 83–97                                 | Brooklyn Nets                                                   | |  |  |
| 7:00 p. m.         | Parciales: 19–34, 22–26, 18–19, 24–18                                        | Parciales: 19–34, 22–26, 18–19, 24–18 | Parciales: 19–34, 22–26, 18–19, 24–18                           | |  |  |
|                    | Estadísticas DeMar DeRozan 28 Jonas Valančiūnas 9 DeRozan y Lowry 4 cada uno | Reporte Pts Reb Asts                  | Estadísticas Deron Williams 23 Alan Anderson 9 Deron Williams 4 | Pabellón: Barclays Center, Brooklyn, Nueva York Asistencia: 17,732 espectadores Árbitros: Dan Crawford, Marc Davis, Pat Fraher Televisión: ESPN or ESPN2 |  |  |
| Serie empatada 3–3 |                                                                              |                                       |                                                                 | |  |  |
|                    |                                                                              |                                       |                                                                 | |  |  |

| 4 de mayo                  | Brooklyn Nets                                                              | 104–103                               | Toronto Raptors                                            | |  |  |
| 1:00 p. m.                 | Parciales: 26–28, 35–25, 20–20, 23–30                                      | Parciales: 26–28, 35–25, 20–20, 23–30 | Parciales: 26–28, 35–25, 20–20, 23–30                      | |  |  |
|                            | Estadísticas Joe Johnson 26 Kevin Garnett 11 Johnson y Williams 4 cada uno | Reporte Pts Reb Asts                  | Estadísticas Kyle Lowry 28 Amir Johnson 10 DeMar DeRozan 6 | Pabellón: Air Canada Centre, Toronto, Ontario, Canadá Asistencia: 20,457 espectadores Árbitros: Joe Crawford, Bill Spooner, Derrick Stafford Televisión: ABC or TNT |  |  |
| Brooklyn gana la serie 4–3 |                                                                            |                                       |                                                            | |  |  |
|                            |                                                                            |                                       |                                                            | |  |  |

Enfrentamientos en temporada regular
Empataron 2–2 en los partidos de la temporada regular:
| 26 de noviembre de 2013 | Brooklyn Nets | 102–100 | Toronto Raptors |                                              |  |
|                         |               |         |                 |                                              |  |
|                         |               | Reporte |                 | Pabellón: Air Canada Centre, Toronto, Canadá |  |

| 11 de enero de 2014 | Brooklyn Nets | 80–96   | Toronto Raptors |                                              |  |
|                     |               |         |                 |                                              |  |
|                     |               | Reporte |                 | Pabellón: Air Canada Centre, Toronto, Canadá |  |

| 22 de enero de 2014 | Toronto Raptors | 104–103 | Brooklyn Nets |                                                             |  |
|                     |                 |         |               |                                                             |  |
|                     |                 | Reporte |               | Pabellón: Barclays Center, Brooklyn, Nueva York, Nueva York |  |

| 10 de marzo de 2014 | Toronto Raptors | 97–101  | Brooklyn Nets |                                                             |  |
|                     |                 |         |               |                                                             |  |
|                     |                 | Reporte |               | Pabellón: Barclays Center, Brooklyn, Nueva York, Nueva York |  |

Este es el segundo enfrentamiento en playoffs entre ambos equipos, con Brooklyn (entonces New Jersey) ganador de la serie anterior
Último enfrentamiento en playoffs: 1.ª ronda de la Conferencia Este 2007 (New Jersey ganó 4–2).

#### (4) Chicago Bulls vs. (5) Washington Wizards
| 20 de abril                    | Washington Wizards                                   | 102–93                                | Chicago Bulls                                                            | |  |  |
| 7:00 p. m.                     | Parciales: 24-22, 24-32, 24-21, 30-18                | Parciales: 24-22, 24-32, 24-21, 30-18 | Parciales: 24-22, 24-32, 24-21, 30-18                                    | |  |  |
|                                | Estadísticas Nenê 24 Marcin Gortat 13 Bradley Beal 7 | Reporte Pts Reb Asts                  | Estadísticas Hinrich y Augustin 16 cada uno Joakim Noah 10 Joakim Noah 4 | Pabellón: United Center, Chicago, Illinois Asistencia: 21,694 espectadores Árbitros: Monty McCutchen, David Jones, Gary Zielinski Televisión: TNT |  |  |
| Washington lidera la serie 1–0 |                                                      |                                       |                                                                          | |  |  |
|                                |                                                      |                                       |                                                                          | |  |  |

| 22 de abril                    | Washington Wizards                                                             | 101–99                                             | Chicago Bulls                                                  | |  |  |
| 9:30 p. m.                     | Parciales: 31–20, 25–29, 14–26, 21–16 (T.E.: 10–8)                             | Parciales: 31–20, 25–29, 14–26, 21–16 (T.E.: 10–8) | Parciales: 31–20, 25–29, 14–26, 21–16 (T.E.: 10–8)             | |  |  |
|                                | Estadísticas Bradley Beal 26 Ariza y Booker 8 cada uno Wall y Ariza 7 cada uno | Reporte Pts Reb Asts                               | Estadísticas D. J. Augustin 25 Joakim Noah 10 D. J. Augustin 7 | Pabellón: United Center, Chicago, Illinois Asistencia: 21,663 espectadores Árbitros: Joe Crawford, Bennie Adams, Bill Spooner Televisión: TNT |  |  |
| Washington lidera la serie 2–0 |                                                                                |                                                    |                                                                | |  |  |
|                                |                                                                                |                                                    |                                                                | |  |  |

| 25 de abril                    | Chicago Bulls                                                   | 100–97                             | Washington Wizards                                                  | |  |  |
| 7:00 p. m.                     | Parciales: 28–30, 20–21, 24–18, 28                              | Parciales: 28–30, 20–21, 24–18, 28 | Parciales: 28–30, 20–21, 24–18, 28                                  | |  |  |
|                                | Estadísticas Mike Dunleavy Jr. 35 Joakim Noah 9 D.J. Augustin 7 | Reporte Pts Reb Asts               | Estadísticas Bradley Beal 25 Gortat y Ariza 11 cada uno John Wall 7 | Pabellón: Verizon Center, Washington D. C. Asistencia: 23,356 espectadores Árbitros: James Capers, Jason Phillips, Zach Zarba Televisión: ESPN |  |  |
| Washington lidera la serie 2–1 |                                                                 |                                    |                                                                     | |  |  |
|                                |                                                                 |                                    |                                                                     | |  |  |

| 27 de abril                    | Chicago Bulls                                            | 89–98                                 | Washington Wizards                                        | |  |  |
| 7:00 p. m.                     | Parciales: 18–28, 22–27, 22–27, 27–16                    | Parciales: 18–28, 22–27, 22–27, 27–16 | Parciales: 18–28, 22–27, 22–27, 27–16                     | |  |  |
|                                | Estadísticas Taj Gibson 32 Joakim Noah 15 Kirk Hinrich 7 | Reporte Pts Reb Asts                  | Estadísticas Trevor Ariza 30 Trevor Booker 9 John Wall 10 | Pabellón: Verizon Center, Washington D. C. Asistencia: 20,356 espectadores Árbitros: Mike Callahan, Tony Brown, Rodney Mott Televisión: TNT |  |  |
| Washington lidera la serie 3–1 |                                                          |                                       |                                                           | |  |  |
|                                |                                                          |                                       |                                                           | |  |  |

| 29 de abril                  | Washington Wizards                                                      | 75–69                                 | Chicago Bulls                                                          | |  |  |
| 8:00 p. m.                   | Parciales: 23–15, 18–26, 20–11, 14–17                                   | Parciales: 23–15, 18–26, 20–11, 14–17 | Parciales: 23–15, 18–26, 20–11, 14–17                                  | |  |  |
|                              | Estadísticas John Wall 24 Marcin Gortat 13 Nenê, Beal y Wall 4 cada uno | Reporte Pts Reb Asts                  | Estadísticas Hinrich y Butler 16 cada uno Joakim Noah 18 Joakim Noah 7 | Pabellón: United Center, Chicago, Illinois Asistencia: 21,752 espectadores Árbitros: Ken Mauer, Ed Malloy, Bennett Salvatore Televisión: TNT or NBA TV |  |  |
| Washington gana la serie 4–1 |                                                                         |                                       |                                                                        | |  |  |
|                              |                                                                         |                                       |                                                                        | |  |  |

Enfrentamientos en temporada regular
Washington ganó 2–1 en los enfrentamientos en temporada regular:
| 13 de enero de 2014 | Washington Wizards | 102–88  | Chicago Bulls |                                            |  |
|                     |                    |         |               |                                            |  |
|                     |                    | Reporte |               | Pabellón: United Center, Chicago, Illinois |  |

| 17 de enero de 2014 | Chicago Bulls | 93–96   | Washington Wizards |                                            |  |
|                     |               |         |                    |                                            |  |
|                     |               | Reporte |                    | Pabellón: Verizon Center, Washington D. C. |  |

| 5 de abril de 2014 | Chicago Bulls | 96–78   | Washington Wizards |                                            |  |
|                    |               |         |                    |                                            |  |
|                    |               | Reporte |                    | Pabellón: Verizon Center, Washington D. C. |  |

Esta es la tercera ocasión en que se encuentran ambos equipos en playoffs, con una victoria para cada uno.
Último enfrentamiento en playoffs: 1.ª ronda de la Conferencia Este 2005 (Washington ganó 4–2).

### Semifinales de Conferencia

#### (1) Indiana Pacers vs. (5) Washington Wizards
| 5 de mayo                      | Washington Wizards                                        | 102–96                                | Indiana Pacers                                                     | |  |  |
| 7:00 p. m.                     | Parciales: 28–15, 28–28, 13–19, 33–34                     | Parciales: 28–15, 28–28, 13–19, 33–34 | Parciales: 28–15, 28–28, 13–19, 33–34                              | |  |  |
|                                | Estadísticas Bradley Beal 25 Marcin Gortat 15 John Wall 9 | Reporte Pts Reb Asts                  | Estadísticas Hill y George 18 cada uno David West 12 Paul George 5 | Pabellón: Bankers Life Fieldhouse, Indianápolis, Indiana Asistencia: 18,165 espectadores Árbitros: Scott Foster, David Guthrie, Bill Kennedy Televisión: TNT |  |  |
| Washington lidera la serie 1–0 |                                                           |                                       |                                                                    | |  |  |
|                                |                                                           |                                       |                                                                    | |  |  |

| 7 de mayo          | Washington Wizards                                         | 82–86                                 | Indiana Pacers                                               | |  |  |
| 7:00 p. m.         | Parciales: 23-23, 22-20, 19-25, 18-18                      | Parciales: 23-23, 22-20, 19-25, 18-18 | Parciales: 23-23, 22-20, 19-25, 18-18                        | |  |  |
|                    | Estadísticas Marcin Gortat 21 Marcin Gortat 11 John Wall 8 | Reporte Pts Reb Asts                  | Estadísticas Roy Hibbert 28 Roy Hibbert 9 Lance Stephenson 5 | Pabellón: Bankers Life Fieldhouse, Indianápolis, Indiana Asistencia: 18,165 espectadores Árbitros: James Capers, Marc Davis, Zach Zarba Televisión: TNT |  |  |
| Serie empatada 1–1 |                                                            |                                       |                                                              | |  |  |
|                    |                                                            |                                       |                                                              | |  |  |

| 9 de mayo                   | Indiana Pacers                                                         | 85–63                                 | Washington Wizards                                       | |  |  |
| 8:00 p. m.                  | Parciales: 17–17, 17–16, 26–12, 25–18                                  | Parciales: 17–17, 17–16, 26–12, 25–18 | Parciales: 17–17, 17–16, 26–12, 25–18                    | |  |  |
|                             | Estadísticas Paul George 23 Paul George 8 Hill y Stephenson 5 cada uno | Reporte Pts Reb Asts                  | Estadísticas Bradley Beal 16 Trevor Ariza 15 John Wall 6 | Pabellón: Verizon Center, Washington D. C. Asistencia: 20,356 espectadores Árbitros: Tony Brothers, Eric Lewis, Tom Washington Televisión: ESPN |  |  |
| Indiana lidera la serie 2–1 |                                                                        |                                       |                                                          | |  |  |
|                             |                                                                        |                                       |                                                          | |  |  |

| 11 de mayo                  | Indiana Pacers                                          | 95–92                                  | Washington Wizards                                      | |  |  |
| 8:00 p. m.                  | Parciales: 27-26, 111-29, 33-17, 24-20                  | Parciales: 27-26, 111-29, 33-17, 24-20 | Parciales: 27-26, 111-29, 33-17, 24-20                  | |  |  |
|                             | Estadísticas Paul George 39 Paul George 12 David West 8 | Reporte Pts Reb Asts                   | Estadísticas Bradley Beal 20 Trevor Ariza 9 John Wall 7 | Pabellón: Verizon Center, Washington D. C. Asistencia: 20,356 espectadores Árbitros: Joe Crawford, Bill Spooner, Derrick Stafford Televisión: TNT |  |  |
| Indiana lidera la serie 3–1 |                                                         |                                        |                                                         | |  |  |
|                             |                                                         |                                        |                                                         | |  |  |

| 13 de mayo                  | Washington Wizards                                                     | 102–79                                | Indiana Pacers                                                                       | |  |  |
| 7:00                        | Parciales: 25-19, 20-19, 31-14, 26-27                                  | Parciales: 25-19, 20-19, 31-14, 26-27 | Parciales: 25-19, 20-19, 31-14, 26-27                                                | |  |  |
|                             | Estadísticas Marcin Gortat 31 Marcin Gortat 16 Ariza y Wall 5 cada uno | Reporte Pts Reb Asts                  | Estadísticas David West 17 David West 6 West, Hibbert, Stephenson, Turner 3 cada uno | Pabellón: Bankers Life Fieldhouse, Indianápolis, Indiana Asistencia: 18,165 espectadores Árbitros: Dan Crawford, Pat Fraher, Ron Garretson Televisión: TNT |  |  |
| Indiana lidera la serie 3–2 |                                                                        |                                       |                                                                                      | |  |  |
|                             |                                                                        |                                       |                                                                                      | |  |  |

| 15 de mayo                | Indiana Pacers                                              | 93–80                                 | Washington Wizards                                       | |  |  |
| 8:00 p. m.                | Parciales: 29-23, 23-17, 19-23, 22-17                       | Parciales: 29-23, 23-17, 19-23, 22-17 | Parciales: 29-23, 23-17, 19-23, 22-17                    | |  |  |
|                           | Estadísticas David West 29 Roy Hibbert 7 Lance Stephenson 8 | Reporte Pts Reb Asts                  | Estadísticas Marcin Gortat 19 Trevor Ariza 7 John Wall 9 | Pabellón: Verizon Center, Washington D. C. Asistencia: 19,502 espectadores Árbitros: Mike Callahan, Sean Corbin, Marc Davis Televisión: ESPN |  |  |
| Indiana gana la serie 4–2 |                                                             |                                       |                                                          | |  |  |
|                           |                                                             |                                       |                                                          | |  |  |

Enfrentamientos en temporada regular
Indiana ganó 2–1 en los partidos de la temporada regular:
| 29 de noviembre de 2013 | Washington Wizards | 73–93   | Indiana Pacers |                                                          |  |
|                         |                    |         |                |                                                          |  |
|                         |                    | Reporte |                | Pabellón: Bankers Life Fieldhouse, Indianápolis, Indiana |  |

| 10 de enero de 2014 | Washington Wizards | 66–93   | Indiana Pacers |                                                          |  |
|                     |                    |         |                |                                                          |  |
|                     |                    | Reporte |                | Pabellón: Bankers Life Fieldhouse, Indianápolis, Indiana |  |

| 28 de marzo de 2014 | Indiana Pacers | 78–91   | Washington Wizards |                                             |  |
|                     |                |         |                    |                                             |  |
|                     |                | Reporte |                    | Pabellón: Verizon Center, Washington, D. C. |  |

Este es el primer enfrentamiento en playoffs entre Wizars y Pacers.

#### (2) Miami Heat vs. (6) Brooklyn Nets
| 6 de mayo                 | Brooklyn Nets                                                                              | 86–107                                | Miami Heat                                               | |  |  |
| 7:00 p. m.                | Parciales: 20-22, 23-24, 23-33, 20-28                                                      | Parciales: 20-22, 23-24, 23-33, 20-28 | Parciales: 20-22, 23-24, 23-33, 20-28                    | |  |  |
|                           | Estadísticas Johnson y Williams 17 cada uno Paul Pierce 6 Williams y Livingston 3 cada uno | Reporte Pts Reb Asts                  | Estadísticas LeBron James 22 Chris Bosh 11 Dwyane Wade 5 | Pabellón: American Airlines Arena, Miami, Florida Asistencia: 19,470 espectadores Árbitros: Mike Callahan, Ron Garretson, Sean Wright Televisión: TNT |  |  |
| Miami lidera la serie 1–0 |                                                                                            |                                       |                                                          | |  |  |
|                           |                                                                                            |                                       |                                                          | |  |  |

| 8 de mayo                 | Brooklyn Nets                                                     | 82–94                                 | Miami Heat                                             | |  |  |
| 7:00 p. m.                | Parciales: 21-15, 25-30, 21-24, 15-25                             | Parciales: 21-15, 25-30, 21-24, 15-25 | Parciales: 21-15, 25-30, 21-24, 15-25                  | |  |  |
|                           | Estadísticas Mirza Teletović 20 Kevin Garnett 12 Deron Williams 6 | Reporte Pts Reb Asts                  | Estadísticas LeBron James 22 Ray Allen 8 Dwyane Wade 7 | Pabellón: American Airlines Arena, Miami, Florida Asistencia: 19,639 espectadores Árbitros: Ken Mauer, Ed Malloy, Rodney Mott Televisión: ESPN2 |  |  |
| Miami lidera la serie 2–0 |                                                                   |                                       |                                                        | |  |  |
|                           |                                                                   |                                       |                                                        | |  |  |

| 10 de mayo                | Miami Heat                                                 | 90–104                                | Brooklyn Nets                                                   | |  |  |
| 8:00 p. m.                | Parciales: 30-29, 19-22, 14-26, 27-27                      | Parciales: 30-29, 19-22, 14-26, 27-27 | Parciales: 30-29, 19-22, 14-26, 27-27                           | |  |  |
|                           | Estadísticas LeBron James 28 LeBron James 8 LeBron James 5 | Reporte Pts Reb Asts                  | Estadísticas Joe Johnson 19 Andray Blatche 10 Deron Williams 11 | Pabellón: Barclays Center, Brooklyn, Nueva York Asistencia: 17,732 espectadores Árbitros: Monty McCutchen, John Goble, David Jones Televisión: ABC |  |  |
| Miami lidera la serie 2–1 |                                                            |                                       |                                                                 | |  |  |
|                           |                                                            |                                       |                                                                 | |  |  |

| 12 de mayo                | Miami Heat                                                | 102–96                                | Brooklyn Nets                                                 | |  |  |
| 8:00 p. m.                | Parciales: 27-22, 29-27, 23-27, 23-20                     | Parciales: 27-22, 29-27, 23-27, 23-20 | Parciales: 27-22, 29-27, 23-27, 23-20                         | |  |  |
|                           | Estadísticas LeBron James 49 Ray Allen 7 Mario Chalmers 7 | Reporte Pts Reb Asts                  | Estadísticas Joe Johnson 18 Andray Blatche 8 Deron Williams 7 | Pabellón: Barclays Center, Brooklyn, Nueva York Asistencia: 17,732 espectadores Árbitros: James Capers, Jason Phillips, Zach Zarba Televisión: TNT |  |  |
| Miami lidera la serie 3–1 |                                                           |                                       |                                                               | |  |  |
|                           |                                                           |                                       |                                                               | |  |  |

| 14 de mayo              | Brooklyn Nets                                                | 94–96                                 | Miami Heat                                                   | |  |  |
| 7:00 p. m.              | Parciales: 22-23, 27-19, 26-24, 19-30                        | Parciales: 22-23, 27-19, 26-24, 19-30 | Parciales: 22-23, 27-19, 26-24, 19-30                        | |  |  |
|                         | Estadísticas Joe Johnson 34 Kevin Garnett 8 Deron Williams 4 | Reporte Pts Reb Asts                  | Estadísticas LeBron James 29 LeBron James 9 Mario Chalmers 7 | Pabellón: American Airlines Arena, Miami, Florida Asistencia: 19,615 espectadores Árbitros: Joe Crawford, Bill Spooner, Derrick Stafford Televisión: TNT |  |  |
| Miami gana la serie 4–1 |                                                              |                                       |                                                              | |  |  |
|                         |                                                              |                                       |                                                              | |  |  |

Enfrentamientos en temporada regular
Brooklyn ganó 4–0 en los partidos de la temporada regular:
| 1 de noviembre de 2013 | Miami Heat | 100–101 | Brooklyn Nets |                                                 |  |
|                        |            |         |               |                                                 |  |
|                        |            | Reporte |               | Pabellón: Barclays Center, Brooklyn, Nueva York |  |

| 10 de enero de 2014 | Miami Heat | 95–104  | Brooklyn Nets |                                                 |  |
|                     |            |         |               |                                                 |  |
|                     |            | Reporte |               | Pabellón: Barclays Center, Brooklyn, Nueva York |  |

| 12 de marzo de 2014 | Brooklyn Nets | 96–95   | Miami Heat |                                                   |  |
|                     |               |         |            |                                                   |  |
|                     |               | Reporte |            | Pabellón: American Airlines Arena, Miami, Florida |  |

| 8 de abril de 2014 | Brooklyn Nets | 88–87   | Miami Heat |                                                   |  |
|                    |               |         |            |                                                   |  |
|                    |               | Reporte |            | Pabellón: American Airlines Arena, Miami, Florida |  |

Este es el tercer enfrentamiento en playoffs entre ambos equipos, Miami ganó los dos enfrentamientos previos.
Último enfrentamiento en playoffs: Semifinales de la Conferencia Este 2006 (Miami gana 4–1).

### Finales de Conferencia

#### (1) Indiana Pacers vs. (2) Miami Heat
| 18 de mayo                  | Miami Heat                                                              | 96–107                                | Indiana Pacers                                               | |  |  |
| 3:30 p. m.                  | Parciales: 24-30, 21-25, 25-28, 26-24                                   | Parciales: 24-30, 21-25, 25-28, 26-24 | Parciales: 24-30, 21-25, 25-28, 26-24                        | |  |  |
|                             | Estadísticas Dwyane Wade 27 LeBron James 10 James y Chalmers 5 cada uno | Reporte Pts Reb Asts                  | Estadísticas Paul George 24 Roy Hibbert 9 Lance Stephenson 8 | Pabellón: Bankers Life Fieldhouse, Indianápolis, Indiana Asistencia: 18,165 espectadores Árbitros: Scott Foster, Bill Kennedy, Bill Spooner Televisión: ABC |  |  |
| Indiana lidera la serie 1-0 |                                                                         |                                       |                                                              | |  |  |
|                             |                                                                         |                                       |                                                              | |  |  |

| 20 de mayo         | Miami Heat                                                   | 87–83                                 | Indiana Pacers                                                     | |  |  |
| 8:30 p. m.         | Parciales: 20-21, 21-16, 21-26, 25-20                        | Parciales: 20-21, 21-16, 21-26, 25-20 | Parciales: 20-21, 21-16, 21-26, 25-20                              | |  |  |
|                    | Estadísticas Dwyane Wade 23 Chris Andersen 12 LeBron James 6 | Reporte Pts Reb Asts                  | Estadísticas Lance Stephenson 25 Roy Hibbert 13 Lance Stephenson 7 | Pabellón: Bankers Life Fieldhouse, Indianápolis, Indiana Asistencia: 18,165 espectadores Árbitros: Mike Callahan, Joe Crawford, John Goble Televisión: ESPN |  |  |
| Serie empatada 1-1 |                                                              |                                       |                                                                    | |  |  |
|                    |                                                              |                                       |                                                                    | |  |  |

| 24 de mayo                | Indiana Pacers                                                     | 87–99                                 | Miami Heat                                                   | |  |  |
| 8:30 p. m.                | Parciales: 21-14, 21-24, 22-33, 23-28                              | Parciales: 21-14, 21-24, 22-33, 23-28 | Parciales: 21-14, 21-24, 22-33, 23-28                        | |  |  |
|                           | Estadísticas Paul George 17 Lance Stephenson 11 Lance Stephenson 5 | Reporte Pts Reb Asts                  | Estadísticas LeBron James 26 Chris Andersen 7 LeBron James 7 | Pabellón: American Airlines Arena, Miami, Florida Asistencia: 20,025 espectadores Árbitros: Monty McCutchen, Tony Brothers, Zach Zarba Televisión: ESPN |  |  |
| Miami lidera la serie 2-1 |                                                                    |                                       |                                                              | |  |  |
|                           |                                                                    |                                       |                                                              | |  |  |

| 26 de mayo                | Indiana Pacers                                                               | 90–102                                | Miami Heat                                                  | |  |  |
| 8:30 p. m.                | Parciales: 19-27, 25-22, 20-31, 26-22                                        | Parciales: 19-27, 25-22, 20-31, 26-22 | Parciales: 19-27, 25-22, 20-31, 26-22                       | |  |  |
|                           | Estadísticas Paul George 23 David West 12 West, Stephenson y Hill 4 cada uno | Reporte Pts Reb Asts                  | Estadísticas LeBron James 32 LeBron James 10 LeBron James 5 | Pabellón: American Airlines Arena, Miami, Florida Asistencia: 19,874 espectadores Árbitros: Dan Crawford, James Capers, Marc Davis Televisión: ESPN |  |  |
| Miami lidera la serie 3-1 |                                                                              |                                       |                                                             | |  |  |
|                           |                                                                              |                                       |                                                             | |  |  |

| 28 de mayo                | Miami Heat                                             | 90–93                                 | Indiana Pacers                                                | |  |  |
| 8:30 p. m.                | Parciales: 16-22, 26-11, 15-31, 33-29                  | Parciales: 16-22, 26-11, 15-31, 33-29 | Parciales: 16-22, 26-11, 15-31, 33-29                         | |  |  |
|                           | Estadísticas Chris Bosh 20 Chris Bosh 10 Dwyane Wade 7 | Reporte Pts Reb Asts                  | Estadísticas Paul George 37 Roy Hibbert 13 Lance Stephenson 5 | Pabellón: Bankers Life Fieldhouse, Indianápolis, Indiana Asistencia: 18,165 espectadores Árbitros: Ken Mauer, Ed Malloy, Tom Washington Televisión: ESPN |  |  |
| Miami lidera la serie 3-2 |                                                        |                                       |                                                               | |  |  |
|                           |                                                        |                                       |                                                               | |  |  |

| 30 de mayo              | Indiana Pacers                                                             | 92–117                                | Miami Heat                                                    | |  |  |
| 8:30 p. m.              | Parciales: 13-24, 21-36, 24-31, 34-26                                      | Parciales: 13-24, 21-36, 24-31, 34-26 | Parciales: 13-24, 21-36, 24-31, 34-26                         | |  |  |
|                         | Estadísticas Paul George 29 Paul George 8 Hibbert, Hill y Sloan 3 cada uno | Reporte Pts Reb Asts                  | Estadísticas Bosh y James 25 cada uno Wade y James 6 cada uno | Pabellón: American Airlines Arena, Miami, Florida Asistencia: 20,021 espectadores Árbitros: Scott Foster, Mike Callahan, Jason Phillips Televisión: ESPN |  |  |
| Miami ganó la serie 4-2 |                                                                            |                                       |                                                               | |  |  |
|                         |                                                                            |                                       |                                                               | |  |  |

Enfrentamientos en temporada regular
Empataron 2–2 en los partidos de la temporada regular:
| 10 de diciembre de 2013 | Miami Heat | 84–90   | Indiana Pacers |                                                          |  |
|                         |            |         |                |                                                          |  |
|                         |            | Reporte |                | Pabellón: Bankers Life Fieldhouse, Indianápolis, Indiana |  |

| 18 de diciembre de 2013 | Indiana Pacers | 94–97   | Miami Heat |                                                   |  |
|                         |                |         |            |                                                   |  |
|                         |                | Reporte |            | Pabellón: American Airlines Arena, Miami, Florida |  |

| 26 de marzo de 2014 | Miami Heat | 83–84   | Indiana Pacers |                                                          |  |
|                     |            |         |                |                                                          |  |
|                     |            | Reporte |                | Pabellón: Bankers Life Fieldhouse, Indianápolis, Indiana |  |

| 11 de abril de 2014 | Indiana Pacers | 86–98   | Miami Heat |                                                   |  |
|                     |                |         |            |                                                   |  |
|                     |                | Reporte |            | Pabellón: American Airlines Arena, Miami, Florida |  |

Último enfrentamiento en playoffs: Semifinal de la Conferencia Este 2013 (Miami ganó 4–3).

## Conferencia Oeste

### Primera ronda

#### (1) San Antonio Spurs vs. (8) Dallas Mavericks
| 20 de abril                     | Dallas Mavericks                                                            | 85–90                                 | San Antonio Spurs                                          | |  |  |
| 1:00 p. m.                      | Parciales: 12–21, 32–22, 21–22, 20–25                                       | Parciales: 12–21, 32–22, 21–22, 20–25 | Parciales: 12–21, 32–22, 21–22, 20–25                      | |  |  |
|                                 | Estadísticas Devin Harris 19 Dalembert y Nowitzki 8 cada uno Devin Harris 5 | Reporte Pts Reb Asts                  | Estadísticas Tim Duncan 27 Tiago Splitter 11 Tony Parker 6 | Pabellón: AT&T Center, San Antonio, Texas Asistencia: 18,581 espectadores Árbitros: Joe Crawford, Bennie Adams, Bill Spooner Televisión: TNT |  |  |
| San Antonio lidera la serie 1–0 |                                                                             |                                       |                                                            | |  |  |
|                                 |                                                                             |                                       |                                                            | |  |  |

| 23 de abril        | Dallas Mavericks                                                                      | 113–92                                | San Antonio Spurs                                          | |  |  |
| 8:00 p. m.         | Parciales: 24–23, 32–28, 32–24, 25–17                                                 | Parciales: 24–23, 32–28, 32–24, 25–17 | Parciales: 24–23, 32–28, 32–24, 25–17                      | |  |  |
|                    | Estadísticas Monta Ellis 21 Dalembert y Blair 7 cada uno Calderón y Harris 5 cada uno | Reporte Pts Reb Asts                  | Estadísticas Manu Ginóbili 27 Tim Duncan 7 Manu Ginóbili 4 | Pabellón: AT&T Center, San Antonio, Texas Asistencia: 18,581 espectadores Árbitros: Dan Crawford, Michael Smith, Derrick Stafford Televisión: NBA TV |  |  |
| Serie empatada 1–1 |                                                                                       |                                       |                                                            | |  |  |
|                    |                                                                                       |                                       |                                                            | |  |  |

| 26 de abril                | San Antonio Spurs                                          | 108–109                               | Dallas Mavericks                                                       | |  |  |
| 4:30 p. m.                 | Parciales: 34–27, 20–32, 20–18, 34–32                      | Parciales: 34–27, 20–32, 20–18, 34–32 | Parciales: 34–27, 20–32, 20–18, 34–32                                  | |  |  |
|                            | Estadísticas Tim Duncan 22 Tiago Splitter 13 Tony Parker 6 | Reporte Pts Reb Asts                  | Estadísticas Monta Ellis 29 Samuel Dalembert 10 José Manuel Calderón 9 | Pabellón: American Airlines Center, Dallas, Texas Asistencia: 20,636 espectadores Árbitros: Tony Brothers, Leroy Richardson, Tom Washington Televisión: TNT |  |  |
| Dallas lidera la serie 2–1 |                                                            |                                       |                                                                        | |  |  |
|                            |                                                            |                                       |                                                                        | |  |  |

| 28 de abril        | San Antonio Spurs                                                                  | 93–89                                 | Dallas Mavericks                                               | |  |  |
| 9:30 p. m.         | Parciales: 18–23, 32–13, 23–29, 20–24                                              | Parciales: 18–23, 32–13, 23–29, 20–24 | Parciales: 18–23, 32–13, 23–29, 20–24                          | |  |  |
|                    | Estadísticas Emanuel Ginóbili 21 Leonard y Splitter 12 cada uno Emanuel Ginóbili 5 | Reporte Pts Reb Asts                  | Estadísticas Monta Ellis 20 Samuel Dalembert 15 Vince Carter 5 | Pabellón: American Airlines Center, Dallas, Texas Asistencia: 20,796 espectadores Árbitros: Scott Foster, Bill Kennedy, Pat Fraher Televisión: TNT |  |  |
| Serie empatada 2–2 |                                                                                    |                                       |                                                                | |  |  |
|                    |                                                                                    |                                       |                                                                | |  |  |

| 30 de abril                     | Dallas Mavericks                                            | 103–109                               | San Antonio Spurs                                                      | |  |  |
| 7:00 p. m.                      | Parciales: 26–27, 23–31, 22–21, 32–30                       | Parciales: 26–27, 23–31, 22–21, 32–30 | Parciales: 26–27, 23–31, 22–21, 32–30                                  | |  |  |
|                                 | Estadísticas Vince Carter 28 Dirk Nowitzki 15 Monta Ellis 6 | Reporte Pts Reb Asts                  | Estadísticas Tony Parker 23 Splitter y Duncan 12 cada uno Boris Diaw 6 | Pabellón: AT&T Center, San Antonio, Texas Asistencia: 18,581 espectadores Árbitros: Mike Callahan, Ron Garretson, Eric Lewis Televisión: TNT or NBA TV |  |  |
| San Antonio lidera la serie 3–2 |                                                             |                                       |                                                                        | |  |  |
|                                 |                                                             |                                       |                                                                        | |  |  |

| 2 de mayo          | San Antonio Spurs                                      | 111–113                               | Dallas Mavericks                                            | |  |  |
| 8:00 p. m.         | Parciales: 26–34, 26–24, 29–18, 30–37                  | Parciales: 26–34, 26–24, 29–18, 30–37 | Parciales: 26–34, 26–24, 29–18, 30–37                       | |  |  |
|                    | Estadísticas Tony Parker 22 Tim Duncan 9 Tony Parker 6 | Reporte Pts Reb Asts                  | Estadísticas Monta Ellis 29 DeJuan Blair 14 José Calderón 6 | Pabellón: American Airlines Center, Dallas, Texas Asistencia: 20,799 espectadores Árbitros: James Capers, Jason Phillips, Zach Zarba Televisión: ESPN |  |  |
| Serie empatada 3–3 |                                                        |                                       |                                                             | |  |  |
|                    |                                                        |                                       |                                                             | |  |  |

| 4 de mayo                     | Dallas Mavericks                                                           | 96–119                                | San Antonio Spurs                                                   | |  |  |
| 3:30 p. m.                    | Parciales: 23–35, 23–33, 22–26, 28–25                                      | Parciales: 23–35, 23–33, 22–26, 28–25 | Parciales: 23–35, 23–33, 22–26, 28–25                               | |  |  |
|                               | Estadísticas Dirk Nowitzki 22 Dirk Nowitzki 9 Calderón y Carter 4 cada uno | Reporte Pts Reb Asts                  | Estadísticas Tony Parker 32 Tim Duncan 8 Ginóbili y Diaw 5 cada uno | Pabellón: AT&T Center, San Antonio, Texas Asistencia: 18,581 espectadores Árbitros: Monty McCutchen, Marc Davis, Bennett Salvatore Televisión: ABC |  |  |
| San Antonio gana la serie 4–3 |                                                                            |                                       |                                                                     | |  |  |
|                               |                                                                            |                                       |                                                                     | |  |  |

Enfrentamientos en temporada regular
San Antonio ganó 4–0 en los enfrentamientos de temporada regular:
| 26 de diciembre de 2013 | San Antonio Spurs | 116–107 | Dallas Mavericks |                                                   |  |
|                         |                   |         |                  |                                                   |  |
|                         |                   | Reporte |                  | Pabellón: American Airlines Center, Dallas, Texas |  |

| 8 de enero de 2014 | Dallas Mavericks | 90–112  | San Antonio Spurs |                                           |  |
|                    |                  |         |                   |                                           |  |
|                    |                  | Reporte |                   | Pabellón: AT&T Center, San Antonio, Texas |  |

| 2 de marzo de 2014 | Dallas Mavericks | 106–112 | San Antonio Spurs |                                           |  |
|                    |                  |         |                   |                                           |  |
|                    |                  | Reporte |                   | Pabellón: AT&T Center, San Antonio, Texas |  |

| 10 de abril de 2014 | San Antonio Spurs | 109–100 | Dallas Mavericks |                                                   |  |
|                     |                   |         |                  |                                                   |  |
|                     |                   | Reporte |                  | Pabellón: American Airlines Center, Dallas, Texas |  |

Esta es la sexta vez que se encuentran en playoffs entre ambos equipos, con tres victorias de San Antonio en enfrentamientos previos.
Último enfrentamiento en playoffs: 1.ª ronda de la Conferencia Oeste 2010 (San Antonio ganó 4–2).

#### (2) Oklahoma City Thunder vs. (7) Memphis Grizzlies
| 19 de abril                       | Memphis Grizzlies                                             | 86–100                                | Oklahoma City Thunder                                            | |  |  |
| 9:30 p. m.                        | Parciales: 16–29, 18–27, 31–13, 21–31                         | Parciales: 16–29, 18–27, 31–13, 21–31 | Parciales: 16–29, 18–27, 31–13, 21–31                            | |  |  |
|                                   | Estadísticas Zach Randolph 21 Zach Randolph 11 Mike Conley 11 | Reporte Pts Reb Asts                  | Estadísticas Kevin Durant 33 Russell Westbrook 10 Kevin Durant 7 | Pabellón: Chesapeake Energy Arena, Oklahoma City, Oklahoma Asistencia: 18,203 espectadores Árbitros: Tony Brothers, Tom Washington, David Guthrie Televisión: ESPN |  |  |
| Oklahoma City lidera la serie 1–0 |                                                               |                                       |                                                                  | |  |  |
|                                   |                                                               |                                       |                                                                  | |  |  |

| 21 de abril        | Memphis Grizzlies                                         | 111–105                                            | Oklahoma City Thunder                                                       | |  |  |
| 8:00 p. m.         | Parciales: 24-16, 22-27, 22-22, 31-34 (T.E.: 12-6)        | Parciales: 24-16, 22-27, 22-22, 31-34 (T.E.: 12-6) | Parciales: 24-16, 22-27, 22-22, 31-34 (T.E.: 12-6)                          | |  |  |
|                    | Estadísticas Zach Randolph 25 Tony Allen 8 Mike Conley 12 | Reporte Pts Reb Asts                               | Estadísticas Kevin Durant 36 Ibaka y Durant 11 cada uno Russell Westbrook 8 | Pabellón: Chesapeake Energy Arena, Oklahoma City, Oklahoma Asistencia: 18,203 espectadores Árbitros: Mike Callahan, Ron Garretson, Sean Wright Televisión: TNT |  |  |
| Serie empatada 1-1 |                                                           |                                                    |                                                                             | |  |  |
|                    |                                                           |                                                    |                                                                             | |  |  |

| 24 de abril                 | Oklahoma City Thunder                                                                        | 95–98                                               | Memphis Grizzlies                                            | |  |  |
| 8:00 p. m.                  | Parciales: 18–24, 18–20, 25–27, 24–14 (T.E.: 10–13)                                          | Parciales: 18–24, 18–20, 25–27, 24–14 (T.E.: 10–13) | Parciales: 18–24, 18–20, 25–27, 24–14 (T.E.: 10–13)          | |  |  |
|                             | Estadísticas Durant y Westbrook 30 cada uno Russell Westbrook 13 Durant y Jackson 3 cada uno | Reporte Pts Reb Asts                                | Estadísticas Mike Conley 20 Zach Randolph 10 Zach Randolph 6 | Pabellón: FedExForum, Memphis, Tennessee Asistencia: 18,119 espectadores Árbitros: Monty McCutchen, John Goble, David Jones Televisión: TNT |  |  |
| Memphis lidera la serie 2–1 |                                                                                              |                                                     |                                                              | |  |  |
|                             |                                                                                              |                                                     |                                                              | |  |  |

| 26 de abril        | Oklahoma City Thunder                                             | 92–89                                              | Memphis Grizzlies                                       | |  |  |
| 9:30 p. m.         | Parciales: 15–18, 27–17, 22–17, 16–28 (T.E.: 12–9)                | Parciales: 15–18, 27–17, 22–17, 16–28 (T.E.: 12–9) | Parciales: 15–18, 27–17, 22–17, 16–28 (T.E.: 12–9)      | |  |  |
|                    | Estadísticas Reggie Jackson 32 Serge Ibaka 14 Russell Westbrook 7 | Reporte Pts Reb Asts                               | Estadísticas Marc Gasol 23 Tony Allen 13 Mike Conley 10 | Pabellón: FedExForum, Memphis, Tennessee Asistencia: 18,119 espectadores Árbitros: Dan Crawford, Marc Davis, Bennett Salvatore Televisión: ESPN |  |  |
| Serie empatada 2–2 |                                                                   |                                                    |                                                         | |  |  |
|                    |                                                                   |                                                    |                                                         | |  |  |

| 29 de abril                 | Memphis Grizzlies                                                        | 100–99                                             | Oklahoma City Thunder                                                 | |  |  |
| 9:00 p. m.                  | Parciales: 30–25, 25–18, 21–27, 14–20 (T.E.: 10–9)                       | Parciales: 30–25, 25–18, 21–27, 14–20 (T.E.: 10–9) | Parciales: 30–25, 25–18, 21–27, 14–20 (T.E.: 10–9)                    | |  |  |
|                             | Estadísticas Mike Miller 21 Marc Gasol 15 Gasol, Lee y Conley 4 cada uno | Reporte Pts Reb Asts                               | Estadísticas Russell Westbrook 30 Serge Ibaka 11 Russell Westbrook 13 | Pabellón: Chesapeake Energy Arena, Oklahoma City, Oklahoma Asistencia: 18,203 espectadores Árbitros: Joe Crawford, Derrick Stafford, Bill Spooner Televisión: TNT or NBA TV |  |  |
| Memphis lidera la serie 3–2 |                                                                          |                                                    |                                                                       | |  |  |
|                             |                                                                          |                                                    |                                                                       | |  |  |

| 1 de mayo          | Oklahoma City Thunder                                            | 104–84                                | Memphis Grizzlies                                        | |  |  |
| 8:00 p. m.         | Parciales: 25–17, 31–24, 26–20, 22–23                            | Parciales: 25–17, 31–24, 26–20, 22–23 | Parciales: 25–17, 31–24, 26–20, 22–23                    | |  |  |
|                    | Estadísticas Kevin Durant 36 Kevin Durant 10 Russell Westbrook 5 | Reporte Pts Reb Asts                  | Estadísticas Marc Gasol 17 Zach Randolph 8 Mike Conley 6 | Pabellón: FedExForum, Memphis, Tennessee Asistencia: 18,119 espectadores Árbitros: Ken Mauer, Ed Malloy, Rodney Mott Televisión: TNT |  |  |
| Serie empatada 3–3 |                                                                  |                                       |                                                          | |  |  |
|                    |                                                                  |                                       |                                                          | |  |  |

| 3 de mayo                       | Memphis Grizzlies                                      | 109–120                               | Oklahoma City Thunder                                                  | |  |  |
| 8:00 p. m.                      | Parciales: 36–27, 22–34, 23–33, 28–26                  | Parciales: 36–27, 22–34, 23–33, 28–26 | Parciales: 36–27, 22–34, 23–33, 28–26                                  | |  |  |
|                                 | Estadísticas Marc Gasol 24 Mike Conley 5 Mike Conley 9 | Reporte Pts Reb Asts                  | Estadísticas Kevin Durant 33 Russell Westbrook 10 Russell Westbrook 16 | Pabellón: Chesapeake Energy Arena, Oklahoma City, Oklahoma Asistencia: 18,203 espectadores Árbitros: Scott Foster, John Goble, Tom Washington Televisión: TNT |  |  |
| Oklahoma City gana la serie 4–3 |                                                        |                                       |                                                                        | |  |  |
|                                 |                                                        |                                       |                                                                        | |  |  |

Enfrentamientos en temporada regular
Oklahoma City ganó 3–1 en los enfrentamientos en temporada regular:
| 11 de diciembre de 2013 | Oklahoma City Thunder | 116–100 | Memphis Grizzlies |                                          |  |
|                         |                       |         |                   |                                          |  |
|                         |                       | Reporte |                   | Pabellón: FedExForum, Memphis, Tennessee |  |

| 14 de enero de 2014 | Oklahoma City Thunder | 87–90   | Memphis Grizzlies |                                          |  |
|                     |                       |         |                   |                                          |  |
|                     |                       | Reporte |                   | Pabellón: FedExForum, Memphis, Tennessee |  |

| 3 de febrero de 2014 | Memphis Grizzlies | 77–86   | Oklahoma City Thunder |                                                            |  |
|                      |                   |         |                       |                                                            |  |
|                      |                   | Reporte |                       | Pabellón: Chesapeake Energy Arena, Oklahoma City, Oklahoma |  |

| 28 de febrero de 2014 | Memphis Grizzlies | 107–113 | Oklahoma City Thunder |                                                            |  |
|                       |                   |         |                       |                                                            |  |
|                       |                   | Reporte |                       | Pabellón: Chesapeake Energy Arena, Oklahoma City, Oklahoma |  |

Esta es la tercera vez que se encuentran estos equipos en playoffs, con una victoria para cada uno en sus enfrentamientos previos.
Último enfrentamiento en playoffs: Semifinales de la Conferencia Oeste 2013 (Memphis ganó 4–1).

#### (3) Los Angeles Clippers vs. (6) Golden State Warriors
| 19 de abril                      | Golden State Warriors                                      | 109–105                               | Los Angeles Clippers                                      | |  |  |
| 3:30 p. m.                       | Parciales: 24–29, 28–23, 35–27, 22–26                      | Parciales: 24–29, 28–23, 35–27, 22–26 | Parciales: 24–29, 28–23, 35–27, 22–26                     | |  |  |
|                                  | Estadísticas Klay Thompson 21 David Lee 13 Stephen Curry 7 | Reporte Pts Reb Asts                  | Estadísticas Chris Paul 28 DeAndre Jordan 14 Chris Paul 8 | Pabellón: Staples Center, Los Ángeles, California Asistencia: 19,339 espectadores Árbitros: Mike Callahan, Ron Garretson, Sean Wright Televisión: ABC |  |  |
| Golden State lidera la serie 1–0 |                                                            |                                       |                                                           | |  |  |
|                                  |                                                            |                                       |                                                           | |  |  |

| 21 de abril        | Golden State Warriors                                                      | 98–138                                | Los Angeles Clippers                                                       | |  |  |
| 10:30 p. m.        | Parciales: 20–31, 21–36, 32–38, 25–33                                      | Parciales: 20–31, 21–36, 32–38, 25–33 | Parciales: 20–31, 21–36, 32–38, 25–33                                      | |  |  |
|                    | Estadísticas Stephen Curry 24 Barnes y Speights 6 cada uno Stephen Curry 8 | Reporte Pts Reb Asts                  | Estadísticas Blake Griffin 35 DeAndre Jordan 9 Paul y Collison 10 cada uno | Pabellón: Staples Center, Los Ángeles, California Asistencia: 19,570 espectadores Árbitros: Tony Brothers, David Guthrie, Rodney Mott Televisión: TNT |  |  |
| Serie empatada 1–1 |                                                                            |                                       |                                                                            | |  |  |
|                    |                                                                            |                                       |                                                                            | |  |  |

| 24 de abril                     | Los Angeles Clippers                                          | 98–96                              | Golden State Warriors                                            | |  |  |
| 10:30 p. m.                     | Parciales: 24–21, 22, 29–21, 23–32                            | Parciales: 24–21, 22, 29–21, 23–32 | Parciales: 24–21, 22, 29–21, 23–32                               | |  |  |
|                                 | Estadísticas Blake Griffin 32 DeAndre Jordan 22 Chris Paul 10 | Reporte Pts Reb Asts               | Estadísticas Klay Thompson 26 Draymond Green 11 Stephen Curry 15 | Pabellón: Oracle Arena, Oakland, California Asistencia: 19,596 espectadores Árbitros: Ken Mauer, Eric Lewis, Ed Malloy Televisión: TNT |  |  |
| Los Ángeles lidera la serie 2–1 |                                                               |                                    |                                                                  | |  |  |
|                                 |                                                               |                                    |                                                                  | |  |  |

| 27 de abril        | Los Angeles Clippers                                                    | 97–118                             | Golden State Warriors                                          | |  |  |
| 3:30 p. m.         | Parciales: 24–39, 24–27, 23, 26–29                                      | Parciales: 24–39, 24–27, 23, 26–29 | Parciales: 24–39, 24–27, 23, 26–29                             | |  |  |
|                    | Estadísticas Jamal Crawford 26 Griffin y Jordan 6 cada uno Chris Paul 6 | Reporte Pts Reb Asts               | Estadísticas Stephen Curry 33 Stephen Curry 7 Andre Iguodala 9 | Pabellón: Oracle Arena, Oakland, California Asistencia: 19,596 espectadores Árbitros: Joe Crawford, Sean Corbin, Derrick Stafford Televisión: ABC |  |  |
| Serie empatada 2–2 |                                                                         |                                    |                                                                | |  |  |
|                    |                                                                         |                                    |                                                                | |  |  |

| 29 de abril                     | Golden State Warriors                                            | 103–113                               | Los Angeles Clippers                                          | |  |  |
| 10:30 PM                        | Parciales: 21–31, 29–24, 22-22, 31–36                            | Parciales: 21–31, 29–24, 22-22, 31–36 | Parciales: 21–31, 29–24, 22-22, 31–36                         | |  |  |
|                                 | Estadísticas Klay Thompson 21 Draymond Green 11 Andre Iguodala 8 | Reporte Pts Reb Asts                  | Estadísticas DeAndre Jordan 26 DeAndre Jordan 18 Chris Paul 7 | Pabellón: Staples Center, Los Ángeles, California Asistencia: 19,657 espectadores Árbitros: James Capers , Jason Phillips , Zach Zarba Televisión: TNT or NBA TV |  |  |
| Los Ángeles lidera la serie 3–2 |                                                                  |                                       |                                                               | |  |  |
|                                 |                                                                  |                                       |                                                               | |  |  |

| 1 de mayo          | Los Angeles Clippers                                          | 99–100                                | Golden State Warriors                                           | |  |  |
| 10:30 p. m.        | Parciales: 25-25, 26-23, 16-22, 32-30                         | Parciales: 25-25, 26-23, 16-22, 32-30 | Parciales: 25-25, 26-23, 16-22, 32-30                           | |  |  |
|                    | Estadísticas Jamal Crawford 19 DeAndre Jordan 19 Chris Paul 8 | Reporte Pts Reb Asts                  | Estadísticas Stephen Curry 24 Draymond Green 14 Stephen Curry 9 | Pabellón: Oracle Arena, Oakland, California Asistencia: 19,596 espectadores Árbitros: Monty McCutchen, John Goble, Bill Spooner Televisión: TNT |  |  |
| Serie empatada 3–3 |                                                               |                                       |                                                                 | |  |  |
|                    |                                                               |                                       |                                                                 | |  |  |

| 3 de mayo                     | Golden State Warriors                                      | 121–126                               | Los Angeles Clippers                                          | |  |  |
| 10:30 p. m.                   | Parciales: 32–22, 32–34, 20–31, 37–39                      | Parciales: 32–22, 32–34, 20–31, 37–39 | Parciales: 32–22, 32–34, 20–31, 37–39                         | |  |  |
|                               | Estadísticas Stephen Curry 33 David Lee 13 Stephen Curry 9 | Reporte Pts Reb Asts                  | Estadísticas Blake Griffin 24 DeAndre Jordan 18 Chris Paul 14 | Pabellón: Staples Center, Los Ángeles, California Asistencia: 19,543 espectadores Árbitros: Ken Mauer, David Jones, Ed Malloy Televisión: TNT |  |  |
| Los Ángeles gana la serie 4–3 |                                                            |                                       |                                                               | |  |  |
|                               |                                                            |                                       |                                                               | |  |  |

Enfrentamientos en temporada regular
Empataron 2–2 en los partidos de la temporada regular:
| 31 de octubre de 2013 | Golden State Warriors | 115–126 | Los Angeles Clippers |                                                   |  |
|                       |                       |         |                      |                                                   |  |
|                       |                       | Reporte |                      | Pabellón: Staples Center, Los Ángeles, California |  |

| 25 de diciembre de 2013 | Los Angeles Clippers | 103–105 | Golden State Warriors |                                             |  |
|                         |                      |         |                       |                                             |  |
|                         |                      | Reporte |                       | Pabellón: Oracle Arena, Oakland, California |  |

| 30 de enero de 2014 | Los Angeles Clippers | 92–111  | Golden State Warriors |                                             |  |
|                     |                      |         |                       |                                             |  |
|                     |                      | Reporte |                       | Pabellón: Oracle Arena, Oakland, California |  |

| 13 de marzo de 2014 | Golden State Warriors | 98–111  | Los Angeles Clippers |                                                   |  |
|                     |                       |         |                      |                                                   |  |
|                     |                       | Reporte |                      | Pabellón: Staples Center, Los Ángeles, California |  |

Este es el primer enfrentamiento en playoffs entre ambos.

#### (4) Houston Rockets vs. (5) Portland Trail Blazers
| 20 de abril                  | Portland Trail Blazers                                                  | 122–120                                             | Houston Rockets                                                          | |  |  |
| 9:30 p. m.                   | Parciales: 27–20, 21–29, 25–30, 33–27 (T.E.: 16–14)                     | Parciales: 27–20, 21–29, 25–30, 33–27 (T.E.: 16–14) | Parciales: 27–20, 21–29, 25–30, 33–27 (T.E.: 16–14)                      | |  |  |
|                              | Estadísticas LaMarcus Aldridge 46 LaMarcus Aldridge 18 Damian Lillard 5 | Reporte Pts Reb Asts                                | Estadísticas Harden y Howard 27 cada uno Dwight Howard 15 James Harden 6 | Pabellón: Toyota Center, Houston, Texas Asistencia: 18,240 espectadores Árbitros: Scott Foster, Bennett Salvatore, Derrick Stafford Televisión: TNT |  |  |
| Portland lidera la serie 1–0 |                                                                         |                                                     |                                                                          | |  |  |
|                              |                                                                         |                                                     |                                                                          | |  |  |

| 23 de abril                  | Portland Trail Blazers                                             | 112–105                               | Houston Rockets                                             | |  |  |
| 9:30 p. m.                   | Parciales: 23–31, 30–22, 30–24, 29–28                              | Parciales: 23–31, 30–22, 30–24, 29–28 | Parciales: 23–31, 30–22, 30–24, 29–28                       | |  |  |
|                              | Estadísticas LaMarcus Aldridge 43 Robin Lopez 10 Damian Lillard 11 | Reporte Pts Reb Asts                  | Estadísticas Dwight Howard 32 Dwight Howard 14 Jeremy Lin 5 | Pabellón: Toyota Center, Houston, Texas Asistencia: 18,331 espectadores Árbitros: James Capers, Jason Phillips, Zach Zarba Televisión: TNT |  |  |
| Portland lidera la serie 2–0 |                                                                    |                                       |                                                             | |  |  |
|                              |                                                                    |                                       |                                                             | |  |  |

| 25 de abril                  | Houston Rockets                                                       | 121–116                                            | Portland Trail Blazers                                               | |  |  |
| 10:30 p. m.                  | Parciales: 35–24, 19–31, 27–23, 29–32 (T.E.: 11–6)                    | Parciales: 35–24, 19–31, 27–23, 29–32 (T.E.: 11–6) | Parciales: 35–24, 19–31, 27–23, 29–32 (T.E.: 11–6)                   | |  |  |
|                              | Estadísticas James Harden 37 Dwight Howard 14 Harden y Lin 6 cada uno | Reporte Pts Reb Asts                               | Estadísticas Damian Lillard 30 LaMarcus Aldridge 10 Damian Lillard 6 | Pabellón: Moda Center, Portland, Oregón Asistencia: 20,302 espectadores Árbitros: Joe Crawford, Sean Corbin, Bill Spooner Televisión: ESPN |  |  |
| Portland lidera la serie 2–1 |                                                                       |                                                    |                                                                      | |  |  |
|                              |                                                                       |                                                    |                                                                      | |  |  |

| 27 de abril                  | Houston Rockets                                              | 120–123                                             | Portland Trail Blazers                                            | |  |  |
| 9:30 p. m.                   | Parciales: 29–23, 32–28, 23–28, 22–27 (T.E.: 14–17)          | Parciales: 29–23, 32–28, 23–28, 22–27 (T.E.: 14–17) | Parciales: 29–23, 32–28, 23–28, 22–27 (T.E.: 14–17)               | |  |  |
|                              | Estadísticas James Harden 28 Dwight Howard 14 James Harden 6 | Reporte Pts Reb Asts                                | Estadísticas LaMarcus Aldridge 29 Robin Lopez 11 Damian Lillard 8 | Pabellón: Moda Center, Portland, Oregón Asistencia: 20,246 espectadores Árbitros: Ken Mauer, Eric Lewis, Ed Malloy Televisión: TNT |  |  |
| Portland lidera la serie 3–1 |                                                              |                                                     |                                                                   | |  |  |
|                              |                                                              |                                                     |                                                                   | |  |  |

| 30 de abril                  | Portland Trail Blazers                                                                | 98–108                                | Houston Rockets                                           | |  |  |
| 9:30 p. m.                   | Parciales: 27–30, 21–26, 29-26, 21–26                                                 | Parciales: 27–30, 21–26, 29-26, 21–26 | Parciales: 27–30, 21–26, 29-26, 21–26                     | |  |  |
|                              | Estadísticas Wesley Matthews 27 Aldridge, Lopez y Lillard 8 cada uno Damian Lillard 7 | Reporte Pts Reb Asts                  | Estadísticas Dwight Howard 22 Ömer Aşık 15 James Harden 7 | Pabellón: Toyota Center, Houston, Texas Asistencia: 18,230 espectadores Árbitros: Dan Crawford, David Jones, Michael Smith Televisión: TNT or NBA TV |  |  |
| Portland lidera la serie 3–2 |                                                                                       |                                       |                                                           | |  |  |
|                              |                                                                                       |                                       |                                                           | |  |  |

| 2 de mayo                  | Houston Rockets                                                 | 98–99                                 | Portland Trail Blazers                                                 | |  |  |
| 10:30 p. m.                | Parciales: 29–28, 29–28, 21–22, 19–22                           | Parciales: 29–28, 29–28, 21–22, 19–22 | Parciales: 29–28, 29–28, 21–22, 19–22                                  | |  |  |
|                            | Estadísticas James Harden 34 Chandler Parsons 12 James Harden 6 | Reporte Pts Reb Asts                  | Estadísticas LaMarcus Aldridge 30 LaMarcus Aldridge 13 Nicolas Batum 7 | Pabellón: Moda Center, Portland, Oregón Asistencia: 20,204 espectadores Árbitros: Mike Callahan, Ron Garretson, Bill Kennedy Televisión: ESPN or ESPN2 |  |  |
| Portland gana la serie 4–2 |                                                                 |                                       |                                                                        | |  |  |
|                            |                                                                 |                                       |                                                                        | |  |  |

Enfrentamientos en temporada regular
Houston ganó 3–1 en los enfrentamientos de temporada regular:
| 5 de noviembre de 2013 | Houston Rockets | 116–101 | Portland Trail Blazers |                                         |  |
|                        |                 |         |                        |                                         |  |
|                        |                 | Reporte |                        | Pabellón: Moda Center, Portland, Oregón |  |

| 12 de diciembre de 2013 | Houston Rockets | 104–111 | Portland Trail Blazers |                                         |  |
|                         |                 |         |                        |                                         |  |
|                         |                 | Reporte |                        | Pabellón: Moda Center, Portland, Oregón |  |

| 20 de enero de 2014 | Portland Trail Blazers | 113–126 | Houston Rockets |                                         |  |
|                     |                        |         |                 |                                         |  |
|                     |                        | Reporte |                 | Pabellón: Toyota Center, Houston, Texas |  |

| 9 de marzo de 2014 | Portland Trail Blazers | 113–118 | Houston Rockets |                                         |  |
|                    |                        |         |                 |                                         |  |
|                    |                        | Reporte |                 | Pabellón: Toyota Center, Houston, Texas |  |

Este es el cuarto enfrentamiento en playoffs entre ambos equipos, todos ganados por Houston.
Último enfrentamiento en playoffs: 1.ª ronda de la Conferencia Oeste 2009 (Houston ganó 4–2).

### Semifinales de Conferencia

#### (1) San Antonio Spurs vs. (5) Portland Trail Blazers
| 6 de mayo                       | Portland Trail Blazers                                                    | 92–116                                | San Antonio Spurs                                       | |  |  |
| 9:30 p. m.                      | Parciales: 16-29, 23-36, 26-25, 27-26                                     | Parciales: 16-29, 23-36, 26-25, 27-26 | Parciales: 16-29, 23-36, 26-25, 27-26                   | |  |  |
|                                 | Estadísticas LaMarcus Aldridge 32 LaMarcus Aldridge 14 Maurice Williams 4 | Reporte Pts Reb Asts                  | Estadísticas Tony Parker 33 Tim Duncan 11 Tony Parker 9 | Pabellón: AT&T Center, San Antonio, Texas Asistencia: 18,581 espectadores Árbitros: Tony Brothers, Tony Brown, Tom Washington Televisión: TNT |  |  |
| San Antonio lidera la serie 1–0 |                                                                           |                                       |                                                         | |  |  |
|                                 |                                                                           |                                       |                                                         | |  |  |

| 8 de mayo                       | Portland Trail Blazers                                              | 97–114                                | San Antonio Spurs                                              | |  |  |
| 9:30 p. m.                      | Parciales: 26-29, 25-41, 20-17, 26-27                               | Parciales: 26-29, 25-41, 20-17, 26-27 | Parciales: 26-29, 25-41, 20-17, 26-27                          | |  |  |
|                                 | Estadísticas Nicolas Batum 21 LaMarcus Aldridge 10 Damian Lillard 5 | Reporte Pts Reb Asts                  | Estadísticas Kawhi Leonard 20 Tiago Splitter 10 Tony Parker 10 | Pabellón: AT&T Center, San Antonio, Texas Asistencia: 18,581 espectadores Árbitros: Joe Crawford, Bill Spooner, Derrick Stafford Televisión: ESPN2 |  |  |
| San Antonio lidera la serie 2–0 |                                                                     |                                       |                                                                | |  |  |
|                                 |                                                                     |                                       |                                                                | |  |  |

| 10 de mayo                      | San Antonio Spurs                                          | 118–103                               | Portland Trail Blazers                                                | |  |  |
| 10:30 p. m.                     | Parciales: 28-18, 32-22, 23-29, 35-34                      | Parciales: 28-18, 32-22, 23-29, 35-34 | Parciales: 28-18, 32-22, 23-29, 35-34                                 | |  |  |
|                                 | Estadísticas Tony Parker 29 Kawhi Leonard 10 Tony Parker 6 | Reporte Pts Reb Asts                  | Estadísticas Wesley Matthews 22 LaMarcus Aldridge 12 Damian Lillard 9 | Pabellón: Moda Center, Portland, Oregón Asistencia: 20,321 espectadores Árbitros: Marc Davis, Bennett Salvatore, Dan Crawford Televisión: ESPN |  |  |
| San Antonio lidera la serie 3–0 |                                                            |                                       |                                                                       | |  |  |
|                                 |                                                            |                                       |                                                                       | |  |  |

| 12 de mayo                      | San Antonio Spurs                                        | 92–103                                | Portland Trail Blazers                                          | |  |  |
| 10:30 p. m.                     | Parciales: 24-29, 24-21, 20-35, 24-18                    | Parciales: 24-29, 24-21, 20-35, 24-18 | Parciales: 24-29, 24-21, 20-35, 24-18                           | |  |  |
|                                 | Estadísticas Tony Parker 14 Tim Duncan 9 Kawhi Leonard 3 | Reporte Pts Reb Asts                  | Estadísticas Damian Lillard 25 Nicolas Batum 14 Nicolas Batum 8 | Pabellón: Moda Center, Portland, Oregón Asistencia: 20,141 espectadores Árbitros: Monty McCutchen, John Goble, Ed Malloy Televisión: TNT |  |  |
| San Antonio lidera la serie 3–1 |                                                          |                                       |                                                                 | |  |  |
|                                 |                                                          |                                       |                                                                 | |  |  |

| 14 de mayo                    | Portland Trail Blazers                                               | 82–104                                | San Antonio Spurs                                                       | |  |  |
| 9:30 p. m.                    | Parciales: 19-19, 25-32, 19-26, 19-27                                | Parciales: 19-19, 25-32, 19-26, 19-27 | Parciales: 19-19, 25-32, 19-26, 19-27                                   | |  |  |
|                               | Estadísticas LaMarcus Aldridge 21 Nicolas Batum 12 Damian Lillard 10 | Pts Reb Asts                          | Estadísticas Green y Leonard 22 cada uno Danny Green 9 Tiago Splitter 7 | Pabellón: AT&T Center, San Antonio, Texas Asistencia: 18,581 espectadores Árbitros: Ken Mauer, David Guthrie, Jason Phillips Televisión: TNT |  |  |
| San Antonio gana la serie 4–1 |                                                                      |                                       |                                                                         | |  |  |
|                               |                                                                      |                                       |                                                                         | |  |  |

Enfrentamientos en temporada regular
Empataron 2–2 en los partidos de la temporada regular:
| 2 de noviembre de 2013 | San Antonio Spurs | 105–115 | Portland Trail Blazers |                                         |  |
|                        |                   |         |                        |                                         |  |
|                        |                   | Reporte |                        | Pabellón: Moda Center, Portland, Oregón |  |

| 17 de enero de 2014 | Portland Trail Blazers | 109–100 | San Antonio Spurs |                                           |  |
|                     |                        |         |                   |                                           |  |
|                     |                        | Reporte |                   | Pabellón: AT&T Center, San Antonio, Texas |  |

| 19 de febrero de 2014 | San Antonio Spurs | 111–109 | Portland Trail Blazers |                                         |  |
|                       |                   |         |                        |                                         |  |
|                       |                   | Reporte |                        | Pabellón: Moda Center, Portland, Oregón |  |

| 12 de marzo de 2014 | Portland Trail Blazers | 90–103  | San Antonio Spurs |                                           |  |
|                     |                        |         |                   |                                           |  |
|                     |                        | Reporte |                   | Pabellón: AT&T Center, San Antonio, Texas |  |

Este es el cuarto enfrentamiento en playoffs entre ambos, San Antonio ganó los 2 últimos.
Último enfrentamiento en playoffs: Finales de la Conferencia Oeste de 1999 (San Antonio ganó 4–0).

#### (2) Oklahoma City Thunder vs. (3) Los Angeles Clippers
| 5 de mayo                       | Los Angeles Clippers                                                          | 122–105                               | Oklahoma City Thunder                                                        | |  |  |
| 9:30 p. m.                      | Parciales: 39–25, 30–27, 35–26, 18–27                                         | Parciales: 39–25, 30–27, 35–26, 18–27 | Parciales: 39–25, 30–27, 35–26, 18–27                                        | |  |  |
|                                 | Estadísticas Chris Paul 32 Griffin, Jordan y Granger 5 cada uno Chris Paul 10 | Reporte Pts Reb Asts                  | Estadísticas Russell Westbrook 29 Butler y Ibaka 6 cada uno Reggie Jackson 5 | Pabellón: Chesapeake Energy Arena, Oklahoma City, Oklahoma Asistencia: 18,203 espectadores Árbitros: Dan Crawford, Jason Phillips, Eric Lewis, Greg Danridge, Michael Smith Televisión: TNT |  |  |
| Los Ángeles lidera la serie 1–0 |                                                                               |                                       |                                                                              | |  |  |
|                                 |                                                                               |                                       |                                                                              | |  |  |

| 7 de mayo          | Los Angeles Clippers                                       | 101–112                               | Oklahoma City Thunder                                             | |  |  |
| 9:30 p. m.         | Parciales: 28-37, 28-24, 21-33, 24-18                      | Parciales: 28-37, 28-24, 21-33, 24-18 | Parciales: 28-37, 28-24, 21-33, 24-18                             | |  |  |
|                    | Estadísticas J.J. Redick 18 DeAndre Jordan 8 Chris Paul 11 | Reporte Pts Reb Asts                  | Estadísticas Kevin Durant 32 Kevin Durant 12 Russell Westbrook 10 | Pabellón: Chesapeake Energy Arena, Oklahoma City, Oklahoma Asistencia: 18,203 espectadores Árbitros: Monty McCutchen, Pat Fraher, David Jones Televisión: TNT |  |  |
| Serie empatada 1–1 |                                                            |                                       |                                                                   | |  |  |
|                    |                                                            |                                       |                                                                   | |  |  |

| 9 de mayo                    | Oklahoma City Thunder                                            | 118–112                               | Los Angeles Clippers                                          | |  |  |
| 10:30 p. m.                  | Parciales: 29-33, 32-30, 25-27, 32-22                            | Parciales: 29-33, 32-30, 25-27, 32-22 | Parciales: 29-33, 32-30, 25-27, 32-22                         | |  |  |
|                              | Estadísticas Kevin Durant 36 Steven Adams 9 Russell Westbrook 13 | Reporte Pts Reb Asts                  | Estadísticas Blake Griffin 34 DeAndre Jordan 11 Chris Paul 16 | Pabellón: Staples Center, Los Ángeles, California Asistencia: 19,530 espectadores Árbitros: Scott Foster, Sean Corbin, Bill Kennedy Televisión: ESPN |  |  |
| Oklahoma lidera la serie 2–1 |                                                                  |                                       |                                                               | |  |  |
|                              |                                                                  |                                       |                                                               | |  |  |

| 11 de mayo         | Oklahoma City Thunder                                           | 99–101                                | Los Angeles Clippers                                          | |  |  |
| 3:30 p. m.         | Parciales: 32-15, 25-31, 18-17, 24-38                           | Parciales: 32-15, 25-31, 18-17, 24-38 | Parciales: 32-15, 25-31, 18-17, 24-38                         | |  |  |
|                    | Estadísticas Kevin Durant 40 Kevin Durant 7 Russell Westbrook 8 | Reporte Pts Reb Asts                  | Estadísticas Blake Griffin 25 DeAndre Jordan 14 Chris Paul 10 | Pabellón: Staples Center, Los Ángeles, California Asistencia: 19,365 espectadores Árbitros: Mike Callahan, Ron Garretson, Rodney Mott Televisión: ABC |  |  |
| Serie empatada 2–2 |                                                                 |                                       |                                                               | |  |  |
|                    |                                                                 |                                       |                                                               | |  |  |

| 13 de mayo                   | Los Angeles Clippers                                         | 104–105                               | Oklahoma City Thunder                                                 | |  |  |
| 9:30 p. m.                   | Parciales: 34-25, 24-27, 28-28, 18-25                        | Parciales: 34-25, 24-27, 28-28, 18-25 | Parciales: 34-25, 24-27, 28-28, 18-25                                 | |  |  |
|                              | Estadísticas Blake Griffin 24 Blake Griffin 17 Chris Paul 14 | Reporte Pts Reb Asts                  | Estadísticas Russell Westbrook 38 Kevin Durant 10 Russell Westbrook 6 | Pabellón: Chesapeake Energy Arena, Oklahoma City, Oklahoma Asistencia: 18,203 espectadores Árbitros: Tony Brothers, Bennett Salvatore, Tom Washington Televisión: TNT |  |  |
| Oklahoma lidera la serie 3–2 |                                                              |                                       |                                                                       | |  |  |
|                              |                                                              |                                       |                                                                       | |  |  |

| 15 de mayo                 | Oklahoma City Thunder                                             | 104–98                                | Los Angeles Clippers                                       | |  |  |
| 10:30 p. m.                | Parciales: 16-30, 26-20, 30-22, 32-26                             | Parciales: 16-30, 26-20, 30-22, 32-26 | Parciales: 16-30, 26-20, 30-22, 32-26                      | |  |  |
|                            | Estadísticas Kevin Durant 39 Kevin Durant 16 Russell Westbrook 12 | Reporte Pts Reb Asts                  | Estadísticas Chris Paul 25 DeAndre Jordan 15 Chris Paul 11 | Pabellón: Staples Center, Los Ángeles, California Asistencia: 19,565 espectadores Árbitros: Monty McCutchen, James Capers, Ed Malloy Televisión: ESPN |  |  |
| Oklahoma gana la serie 4–2 |                                                                   |                                       |                                                            | |  |  |
|                            |                                                                   |                                       |                                                            | |  |  |

Enfrentamientos en temporada regular
Empataron 2–2 en los partidos de la temporada regular:
| 13 de noviembre de 2013 | Oklahoma City Thunder | 103–111 | Los Angeles Clippers |                                                   |  |
|                         |                       |         |                      |                                                   |  |
|                         |                       | Reporte |                      | Pabellón: Staples Center, Los Ángeles, California |  |

| 21 de noviembre de 2013 | Los Angeles Clippers | 91–105  | Oklahoma City Thunder |                                                            |  |
|                         |                      |         |                       |                                                            |  |
|                         |                      | Reporte |                       | Pabellón: Chesapeake Energy Arena, Oklahoma City, Oklahoma |  |

| 23 de febrero de 2014 | Los Angeles Clippers | 125–117 | Oklahoma City Thunder |                                                            |  |
|                       |                      |         |                       |                                                            |  |
|                       |                      | Reporte |                       | Pabellón: Chesapeake Energy Arena, Oklahoma City, Oklahoma |  |

| 9 de abril de 2014 | Oklahoma City Thunder | 107–101 | Los Angeles Clippers |                                                   |  |
|                    |                       |         |                      |                                                   |  |
|                    |                       | Reporte |                      | Pabellón: Staples Center, Los Ángeles, California |  |

Este es el primer enfrentamiento en playoffs entre Thunder y Clippers.

### Finales de Conferencia

#### (1) San Antonio Spurs vs. (2) Oklahoma City Thunder
| 19 de mayo                      | Oklahoma City Thunder                                                        | 105–122                               | San Antonio Spurs                                          | |  |  |
| 9:00 p. m.                      | Parciales: 27-30, 32-37, 23-22, 23-33                                        | Parciales: 27-30, 32-37, 23-22, 23-33 | Parciales: 27-30, 32-37, 23-22, 23-33                      | |  |  |
|                                 | Estadísticas Kevin Durant 28 Durant y Perkins 9 cada uno Russell Westbrook 7 | Reporte Pts Reb Asts                  | Estadísticas Tim Duncan 27 Tiago Splitter 8 Tony Parker 12 | Pabellón: AT&T Center, San Antonio, Texas Asistencia: 18,581 espectadores Árbitros: Dan Crawford, Marc Davis, Derrick Stafford Televisión: TNT |  |  |
| San Antonio lidera la serie 1-0 |                                                                              |                                       |                                                            | |  |  |
|                                 |                                                                              |                                       |                                                            | |  |  |

| 21 de mayo                      | Oklahoma City Thunder                                                          | 77–112                                | San Antonio Spurs                                       | |  |  |
| 9:00 p. m.                      | Parciales: 26-24, 18-34, 18-33, 15-21                                          | Parciales: 26-24, 18-34, 18-33, 15-21 | Parciales: 26-24, 18-34, 18-33, 15-21                   | |  |  |
|                                 | Estadísticas Durant y Westbrook 15 cada uno Steven Adams 8 Russell Westbrook 5 | Reporte Pts Reb Asts                  | Estadísticas Tony Parker 22 Tim Duncan 12 Tony Parker 5 | Pabellón: AT&T Center, San Antonio, Texas Asistencia: 18,581 espectadores Árbitros: Ken Mauer, Ron Garretson, Ed Mallo Televisión: TNT |  |  |
| San Antonio lidera la serie 2-0 |                                                                                |                                       |                                                         | |  |  |
|                                 |                                                                                |                                       |                                                         | |  |  |

| 25 de mayo                      | San Antonio Spurs                                                       | 97–106                                | Oklahoma City Thunder                                                 | |  |  |
| 8:30 p. m.                      | Parciales: 29-28, 24-29, 23-26, 21-23                                   | Parciales: 29-28, 24-29, 23-26, 21-23 | Parciales: 29-28, 24-29, 23-26, 21-23                                 | |  |  |
|                                 | Estadísticas Manu Ginóbili 23 Duncan y Splitter 8 cada uno Boris Diaw 6 | Reporte Pts Reb Asts                  | Estadísticas Russell Westbrook 26 Kevin Durant 10 Russell Westbrook 7 | Pabellón: Chesapeake Energy Arena, Oklahoma City, Oklahoma Asistencia: 18,203 espectadores Árbitros: Scott Foster, Bill Kennedy, Tom Washington Televisión: TNT |  |  |
| San Antonio lidera la serie 2-1 |                                                                         |                                       |                                                                       | |  |  |
|                                 |                                                                         |                                       |                                                                       | |  |  |

| 27 de mayo         | San Antonio Spurs                                                               | 92–105                                | Oklahoma City Thunder                                                      | |  |  |
| 9:00 p. m.         | Parciales: 20-26, 23-32, 24-25, 25-22                                           | Parciales: 20-26, 23-32, 24-25, 25-22 | Parciales: 20-26, 23-32, 24-25, 25-22                                      | |  |  |
|                    | Estadísticas Parker y Diaw 14 cada uno Boris Diaw 10 Duncan y Parker 4 cada uno | Reporte Pts Reb Asts                  | Estadísticas Russell Westbrook 40 Kendrick Perkins 10 Russell Westbrook 10 | Pabellón: Chesapeake Energy Arena, Oklahoma City, Oklahoma Asistencia: 18,203 espectadores Árbitros: Joe Crawford, Jason Phillips, Mike Callahan Televisión: TNT |  |  |
| Serie empatada 2-2 |                                                                                 |                                       |                                                                            | |  |  |
|                    |                                                                                 |                                       |                                                                            | |  |  |

| 29 de mayo             | Oklahoma City Thunder                                               | 89–117                                | San Antonio Spurs                                        | |  |  |
| 9:00 p. m.             | Parciales: 32-32, 23-33, 19-29, 15-23                               | Parciales: 32-32, 23-33, 19-29, 15-23 | Parciales: 32-32, 23-33, 19-29, 15-23                    | |  |  |
|                        | Estadísticas Kevin Durant 25 Kendrick Perkins 6 Russell Westbrook 7 | Reporte Pts Reb Asts                  | Estadísticas Tim Duncan 22 Tim Duncan 12 Manu Ginóbili 6 | Pabellón: AT&T Center, San Antonio, Texas Asistencia: 18,581 espectadores Árbitros: Monty McCutchen, Tony Brothers, John Goble Televisión: TNT |  |  |
| San Antonio lidera 3-2 |                                                                     |                                       |                                                          | |  |  |
|                        |                                                                     |                                       |                                                          | |  |  |

| 31 de mayo                    | San Antonio Spurs                                        | 112–107                                            | Oklahoma City Thunder                                                 | |  |  |
| 8:30 p. m.                    | Parciales: 20-23, 22-26, 37-20, 22-32 (T.E.: 11-6)       | Parciales: 20-23, 22-26, 37-20, 22-32 (T.E.: 11-6) | Parciales: 20-23, 22-26, 37-20, 22-32 (T.E.: 11-6)                    | |  |  |
|                               | Estadísticas Boris Diaw 26 Tim Duncan 15 Manu Ginóbili 5 | Reporte Pts Reb Asts                               | Estadísticas Russell Westbrook 34 Kevin Durant 14 Russell Westbrook 8 | Pabellón: Chesapeake Energy Arena, Oklahoma City, Oklahoma Asistencia: 18,203 espectadores Árbitros: Dan Crawford, James Capers, Zach Zarba Televisión: TNT |  |  |
| San Antonio gana la serie 4-2 |                                                          |                                                    |                                                                       | |  |  |
|                               |                                                          |                                                    |                                                                       | |  |  |

Enfrentamientos en temporada regular
Oklahoma ganó 4–0 en los partidos de la temporada regular:
| 27 de noviembre de 2013 | San Antonio Spurs | 88–94   | Oklahoma City Thunder |                                                            |  |
|                         |                   |         |                       |                                                            |  |
|                         |                   | Reporte |                       | Pabellón: Chesapeake Energy Arena, Oklahoma City, Oklahoma |  |

| 21 de diciembre de 2013 | Oklahoma City Thunder | 113–110 | San Antonio Spurs |                                           |  |
|                         |                       |         |                   |                                           |  |
|                         |                       | Reporte |                   | Pabellón: AT&T Center, San Antonio, Texas |  |

| 22 de enero de 2014 | Oklahoma City Thunder | 111–105 | San Antonio Spurs |                                           |  |
|                     |                       |         |                   |                                           |  |
|                     |                       | Reporte |                   | Pabellón: AT&T Center, San Antonio, Texas |  |

| 3 de abril de 2014 | San Antonio Spurs | 94–106  | Oklahoma City Thunder |                                                            |  |
|                    |                   |         |                       |                                                            |  |
|                    |                   | Reporte |                       | Pabellón: Chesapeake Energy Arena, Oklahoma City, Oklahoma |  |

Este es el cuarto enfrentamiento en playoffs entre ambos,
Último enfrentamiento en playoffs: Finales de la Conferencia Oeste de 2012 (Oklahoma ganó 4–2).

## Finales de la NBA: (E2) Miami Heat vs. (O1) San Antonio Spurs
| 5 de junio                      | Miami Heat                                              | 95–110                                | San Antonio Spurs                                                     | |  |  |
| 9:00 p. m.                      | Parciales: 20–26, 29–28, 29–20, 17–36                   | Parciales: 20–26, 29–28, 29–20, 17–36 | Parciales: 20–26, 29–28, 29–20, 17–36                                 | |  |  |
|                                 | Estadísticas LeBron James 25 Chris Bosh 9 Norris Cole 5 | Reporte Pts Reb Asts                  | Estadísticas Tim Duncan 21 Duncan y Diaw 10 cada uno Manu Ginóbili 11 | Pabellón: AT&T Center, San Antonio, Texas Asistencia: 18,581 espectadores Árbitros: Scott Foster, Marc Davis, Ken Mauer Televisión: ABC |  |  |
| San Antonio lidera la serie 1-0 |                                                         |                                       |                                                                       | |  |  |
|                                 |                                                         |                                       |                                                                       | |  |  |

| 8 de junio         | Miami Heat                                                              | 98–96                                 | San Antonio Spurs                                       | |  |  |
| 8:00 p. m.         | Parciales: 19–26, 24–17, 34–35, 21–18                                   | Parciales: 19–26, 24–17, 34–35, 21–18 | Parciales: 19–26, 24–17, 34–35, 21–18                   | |  |  |
|                    | Estadísticas LeBron James 35 LeBron James 10 Wade y Chalmers 4 cada uno | Reporte Pts Reb Asts                  | Estadísticas Tony Parker 21 Tim Duncan 15 Tony Parker 7 | Pabellón: AT&T Center, San Antonio, Texas Asistencia: 18,581 espectadores Árbitros: Dan Crawford, James Capers, Jason Phillips Televisión: ABC |  |  |
| Serie empatada 1-1 |                                                                         |                                       |                                                         | |  |  |
|                    |                                                                         |                                       |                                                         | |  |  |

| 10 de junio                     | San Antonio Spurs                                                    | 111–92                                | Miami Heat                                                                       | |  |  |
| 9:00 p. m.                      | Parciales: 41–25, 30–25, 15–25, 25–17                                | Parciales: 41–25, 30–25, 15–25, 25–17 | Parciales: 41–25, 30–25, 15–25, 25–17                                            | |  |  |
|                                 | Estadísticas Kawhi Leonard 29 Tim Duncan 6 Parker y Mills 4 cada uno | Reporte Pts Reb Asts                  | Estadísticas James y Wade 22 cada uno James y Andersen 5 cada uno LeBron James 7 | Pabellón: American Airlines Arena, Miami, Florida Asistencia: 19,900 espectadores Árbitros: Monty McCutchen, Tony Brothers, Zach Zarba Televisión: ABC |  |  |
| San Antonio lidera la serie 2-1 |                                                                      |                                       |                                                                                  | |  |  |
|                                 |                                                                      |                                       |                                                                                  | |  |  |

| 12 de junio                     | San Antonio Spurs                                           | 107–86                                | Miami Heat                                                   | |  |  |
| 9:00 p. m.                      | Parciales: 26–17, 29–19, 26–21, 26–29                       | Parciales: 26–17, 29–19, 26–21, 26–29 | Parciales: 26–17, 29–19, 26–21, 26–29                        | |  |  |
|                                 | Estadísticas Kawhi Leonard 20 Kawhi Leonard 14 Boris Diaw 9 | Reporte Pts Reb Asts                  | Estadísticas LeBron James 28 LeBron James 8 Mario Chalmers 5 | Pabellón: American Airlines Arena, Miami, Florida Asistencia: 19,900 espectadores Árbitros: Joe Crawford, Tom Washington, Mike Callahan Televisión: ABC |  |  |
| San Antonio lidera la serie 3-1 |                                                             |                                       |                                                              | |  |  |
|                                 |                                                             |                                       |                                                              | |  |  |

| 15 de junio                   | Miami Heat                                                  | 87–104                                | San Antonio Spurs                                           | |  |  |
| 8:00 p. m.                    | Parciales: 29–22, 11–25, 18–30, 29–27                       | Parciales: 29–22, 11–25, 18–30, 29–27 | Parciales: 29–22, 11–25, 18–30, 29–27                       | |  |  |
|                               | Estadísticas LeBron James 31 LeBron James 10 LeBron James 5 | Reporte Pts Reb Asts                  | Estadísticas Kawhi Leonard 22 Kawhi Leonard 10 Boris Diaw 6 | Pabellón: AT&T Center, San Antonio, Texas Asistencia: 18,581 espectadores Árbitros: Scott Foster, Marc Davis, Ken Mauer Televisión: ABC |  |  |
| San Antonio gana la serie 4-1 |                                                             |                                       |                                                             | |  |  |
|                               |                                                             |                                       |                                                             | |  |  |

Enfrentamientos en temporada regular
Empataron 1–1 en los partidos de temporada regular:
| 26 de enero de 2014 | San Antonio Spurs                                      | 101–113                               | Miami Heat                                                 | |  |
| 1:00 p. m.          | Parciales: 28-34, 22-24, 21-33, 30-22                  | Parciales: 28-34, 22-24, 21-33, 30-22 | Parciales: 28-34, 22-24, 21-33, 30-22                      | |  |
|                     | Estadísticas Tim Duncan 23 Aron Baynes 6 Tony Parker 7 | Reporte Pts Reb Asts                  | Estadísticas Chris Bosh 24 LeBron James 7 Mario Chalmers 7 | Pabellón: American Airlines Arena, Miami, Florida Asistencia: 19,683 espectadores Árbitros: Ken Mauer, Michael Smith, Sean Wright Televisión: ABC |  |

| 6 de marzo de 2014 | Miami Heat                                                        | 87–111                                | San Antonio Spurs                                     | |  |
| 8:00 p. m.         | Parciales: 22-37, 29-25, 23-20, 13-29                             | Parciales: 22-37, 29-25, 23-20, 13-29 | Parciales: 22-37, 29-25, 23-20, 13-29                 | |  |
|                    | Estadísticas Chris Bosh 24 LeBron James 8 James y Wade 7 cada uno | Reporte Pts Reb Asts                  | Estadísticas Tim Duncan 23 Tim Duncan 11 Boris Diaw 5 | Pabellón: AT&T Center, San Antonio, Texas Asistencia: 18,581 espectadores Árbitros: Sean Corbin, Scott Foster, Kevin Scott Televisión: TNT |  |

Esta es su segunda reunión en las Finales de la NBA.
Último enfrentamiento en playoffs: Finales de la NBA de 2013 (Miami ganó 4–3).

## Líderes de las estadísticas
| Categoría   | Máximo                                      | Máximo                                                 | Máximo | Promedio      | Promedio              | Promedio | Promedio |
| Categoría   | Jugador                                     | Equipo                                                 | Total  | Jugador       | Equipo                | Avg.     | P.J.     |
| ----------- | ------------------------------------------- | ------------------------------------------------------ | ------ | ------------- | --------------------- | -------- | -------- |
| Puntos      | LeBron James                                | Miami Heat                                             | 49     | Kevin Durant  | Oklahoma City Thunder | 29.6     | 19       |
| Rebotes     | DeAndre Jordan                              | Los Angeles Clippers                                   | 22     | Dwight Howard | Houston Rockets       | 13.7     | 6        |
| Asistencias | Russell Westbrook Chris Paul                | Oklahoma City Thunder Los Angeles Clippers             | 16     | Chris Paul    | Los Angeles Clippers  | 10.4     | 13       |
| Robos       | Paul George Manu Ginóbili Russell Westbrook | Indiana Pacers San Antonio Spurs Oklahoma City Thunder | 6      | Chris Paul    | Los Angeles Clippers  | 2.8      | 13       |
| Tapones     | David West                                  | Indiana Pacers                                         | 6      | Dwight Howard | Houston Rockets       | 2.8      | 6        |